# Lijst van straten in Apeldoorn
Dit is een lijst van straten in de gemeente Apeldoorn in de Nederlandse provincie Gelderland met hun oorsprong/betekenis.
NB:  De straatnamen zijn alfabetisch gerangschikt naar officiële naam. Als de naam met een lidwoord begint is dit mee gealfabetiseerd. "De Bloementuin" is onder de "D" te vinden, "Het Dennenbos" onder de "H".

## Straten in Apeldoorn

### A
- A v Leeuwenhoekstraat – Antoni van Leeuwenhoek (1632-1723), Nederlands handelsman, landmeter en microbioloog
- Aalbert Cuyplaan – Aalbert Cuyp, (1620-1691), Hollands schilder, tekenaar en prentmaker
- Aalbessenlaan – Aalbes, bladverliezende struik met eetbare bessen
- Aalscholverweg – Aalscholver, grote watervogel
- Abraham Kuyperstraat – Abraham Kuyper (1837-1920), Nederlands staatsman
- Abrikozenweg – Abrikoos, struik- of boomvormige plant die veel gekweekt wordt om de vruchten
- Acacialaan – Acacia, boomsoort
- Achillesstraat – Achilles, figuur uit de Griekse mythologie. Hij is de belangrijkste held uit de Trojaanse Oorlog en de hoofdpersoon in het boek van Homerus, Ilias.
- Achisomoglaan – Paedagogium Achisomog, instelling die van 1938 tot 1966 opvang bood aan Joodse kinderen met opvoedingsmoeilijkheden en aan zwakzinnige kinderen. 'Achisomog' is Hebreeuws voor "mijn broeder tot steun". In 1966 ging het op in het Sinai Centrum te Amersfoort.[1]
- Achterlandseweg –
- Adelaarslaan – Adelaar of arend, geslacht van dagactieve, middelgrote tot grote roofvogels[2]
- Adelbrechtgaarde – Adelbrecht, personage uit Karel ende Elegast, een 'voorhoofs' ridderverhaal
- Adriaan Pauwstraat – Adriaan Pauw, (1585-1653), raadpensionaris van Holland van 1631 tot 1636 en van 1651 tot 1653
- Agathastraat –  Agathe Wegerif - Gravestein   (1867-1944)
- Agricolastraat – Rudolf Agricola (ca. 1443-1485), vroeg-humanistisch geleerde
- Ahornlaan – Ahorn of esdoorn, geslacht van loofbomen en heesters
- Aïdastraat – Aïda, opera in vier akten van Giuseppe Verdi uit 1871
- Akkerwinde – Akkerwinde, plant uit de windefamilie
- Albardastraat – Willem Albarda (1877-1957), politicus
- Aletta Jacobsstraat – Aletta Jacobs (1854-1929), arts en feministe
- Alexanderlaan – Straatnaam verbonden met het Oranjehuis[3] (Alexander van Oranje-Nassau (1818-1848), prins der Nederlanden, prins van Oranje-Nassau, tweede zoon van koning Willem II en koningin Anna Paulowna en Alexander van Oranje-Nassau (1851-1884), prins van Oranje, prins der Nederlanden, prins van Oranje-Nassau, derde zoon van koning Willem III en koningin Sophie)[4][5]
- Aluminiumweg – Aluminium, scheikundig element met symbool Al en atoomnummer 13. Het is een zilverwit hoofdgroepmetaal.
- Ambachtsveld – Ambacht, handwerk dat wordt aangeleerd om een beroep mee uit te oefenen.
- Ambtsrichtersveld – Ambtsrichter, een door de ambtsheer benoemde voorzitter van het ambtsgericht van een Schoutambt of Drostambt
- Amer – Amer, rivier in Noord-Brabant
- Amersfoortseweg – Weg naar Amersfoort
- Amethiststraat – Amethist, violette variëteit van het mineraal kwarts (SiO2). Het is de bekendste steen uit de kwartsgroep.
- Ampèrestraat – André-Marie Ampère (1775-1836), Frans natuur- en wiskundige die algemeen wordt beschouwd als een van de ontdekkers van het elektromagnetisme
- Amphion – Amphion: in de Griekse mythologie: zoon van Zeus en Antiope.
- Amsivarilaan – Ampsivarii, Latijn voor Ampsivaren, Germaanse stam die in de 1e eeuw na Chr. in het noordelijke stroomgebied van de Eems (Duitsland) verbleef, waaronder ook het huidige noordoosten van Nederland
- Amstelstraat – Amstel, rivier in Noord-Holland. Maakt deel uit van de provinciale weg N337.
- Anijsstraat – Anijsplant, plant die behoort tot de schermbloemenfamilie
- Anklaarseweg – Anklaar: buurt in de Apeldoornse wijk Zevenhuizen
- Anna Bijnsring – Anna Bijns (1493-1575), Antwerps (Brabants) refreindichteres en lerares
- Anna Blamanplantsoen – Anna Blaman, pseudoniem van Johanna Petronella Vrugt (1905-1960), Nederlands schrijfster van romans, verhalen en gedichten
- Anna Paulownalaan – Anna Paulowna (1795-1865), grootvorstin van Rusland, behorend tot het huis Romanov, als echtgenote van koning Willem II van 1840 tot 1849 koningin der Nederlanden.[3][6]
- Anthonie Duyckstraat – Anthonie Duyck (ca. 1560-1629), raadpensionaris van Holland van 1621 tot zijn dood in 1629
- Antillen – Antillen, eilandengroep in de Caraïbische Zee
- Antilopestraat – Antilopen, verscheidene holhoornige hoefdieren, die voornamelijk in Afrika leven
- Antonie Heinsiusstraat – Anthonie Heinsius (1641-1720), Nederlands staatsman. Van 1689 tot zijn dood in 1720 was hij raadpensionaris van Holland
- Apollolaan – Apollo, een van de belangrijkste godheden van de Griekse mythologie
- Aquamarijnstraat – Aquamarijn, edelsteen. Variëteit van het mineraal beril. De kleur is bleekgroen, geelgroen, bleekblauw of blauwgroen.
- Arbeidstraat –
- Archimedesstraat – Archimedes van Syracuse, (287 v.Chr.-212 v.Chr.), Grieks wiskundige, natuurkundige, ingenieur, uitvinder en sterrenkundige
- Argusstraat – Argus Panoptes of Argus, reus uit de Griekse mythologie die over zijn gehele lichaam honderd ogen bezat
- Argusvlinder – Argusvlinder, vlinder uit de onderfamilie Satyrinae (zandoogjes en erebia's)
- Arie Liemanlaan – Arie Lieman, Apeldoornse schilder, decoratieschilder en tekenaar   (1816-1893)
- Aristotelesstraat – Aristoteles, (384 v.Chr.–322 v.Chr.), Grieks filosoof en wetenschapper
- Arnhemseweg – Weg naar Arnhem
- Arthurgaarde – Arthur, personage uit Karel ende Elegast, een 'voorhoofs' ridderverhaal
- Aruba – Aruba, eiland dat behoort tot de ABC-eilanden van de Benedenwindse eilanden van de Kleine Antillen. Het is een land binnen het Koninkrijk der Nederlanden.
- Asselsestraat – Weg naar het gehucht Assel
- Atlasstraat – Atlas, figuur uit de Griekse mythologie die het hemelgewelf op zijn schouders draagt
- Aubadestraat – Aubade, opvoering van een muziek- of zangstuk, die plaatsvindt in de ochtend
- Augustinusstraat – Augustinus van Hippo, ook wel Sint-Augustinus (354–430), bisschop van Hippo, theoloog, filosoof en kerkvader
- Aurelia – Aurelia, familie van vlinders in de superfamilie Papilionoidea
- Auroralaan – Aurora, Romeinse godin voor de dageraad

### B
- Bachlaan – Johann Sebastian Bach (1685-1750), Duits componist
- Badhuisweg – Het gemeentelijk badhuis was in deze straat gevestigd
- Bakershoeve – Baker, kraamhulp die al vóór de bevalling de aanstaande moeder bijstond en de vroedvrouw assisteerde
- Balilaan – Bali, Indonesisch eiland
- Balmerstraat – Johann Jacob Balmer - Zwitsers natuurkundige
- Balsemien – Balsemien, familie van tweezaadlobbige kruidachtige planten
- Balustrade – Balustrade, laag hek of muurtje dat bij een hoogteverschil mensen die zich aan de hoge zijde bevinden beveiligt tegen vallen,
- Bandalaan – Banda, groep van kleine vulkanische eilanden in de Bandazee die behoren tot de Indonesische eilandengroep de Molukken
- Barbiershoeve – Barbier, herenkapper die zich ook bezig houdt met scheren, knippen en verzorgen van baarden en snorren.
- Bariumstraat – Barium, scheikundig element met symbool Ba en atoomnummer 56. Het is een zilverwit aardalkalimetaal
- Barnewinkel – De Barnewinkel is een oude veldnaam. Winkel is hoek of haak. Barnen is verwant aan branden. Vroeger werden de heideplaggen en schadden afgestoken en gedroogd als brandstof in de ovens. Dat gebeurde op de plek waar nu deze straat ligt.
- Baron Sloetkade – Jan Adriaan Joost baron Sloet tot Oldhuis (1783-1859), schout van Apeldoorn van 1818 tot 1824, Districtscommissaris, Statenlid en Staathuishoudkundige[7]
- Bartelsweg –  Weg aangelegd door dhr. Bartels. De straat werd in juli 1909 overgedragen aan de gemeente.
- Bas Backerlaan – Jhr. mr. Dirk Bas Backer (1816-1896), burgemeester van Apeldoorn van 1843 - 1864[3]
- Batavenlaan – Bataven of Batavieren, Germaanse stam die zich afgesplitst had van de Chatten
- Beatrijsgaarde – Beatrijs: is een Middelnederlandse Marialegende
- Beeklustweg –
- Beekpark – park op de plek waar tot de jaren '50 van de 20e eeuw de Badhuisbeek stroomde.
- Beekstraat – straat op de plek waar tot de jaren '50 van de 20e eeuw een beek stroomde
- Beeldhouwershoeve – Beeldhouwer, beoefenaar van de beeldhouwkunst
- Beethovenlaan – Ludwig van Beethoven (1770-1827), Duits componist
- Beiaardiershoeve – Beiaardier, iemand die de beiaard bespeelt
- Belle Van Zuylenbrink – Belle van Zuylen, pseudoniem van Isabella Agneta Elisabeth van Tuyll van Serooskerken, (Zuilen, 1740- Colombier, 1805), Nederlands schrijfster en componiste
- Benjaminlaan – Benjamin, paviljoen van het Paedagogium Achisomog, een instelling die van 1938 tot 1966 opvang bood aan Joodse kinderen met opvoedingsmoeilijkheden en aan zwakzinnige kinderen[1]
- Berghuizerweg – Genoemd naar boerderij "Het Berghuis" die reeds in de middeleeuwen in deze omgeving stond.
- Bergzichtpad –
- Berkel – Berkel, rivier in Gelderland
- Berkenlaan – Berk, loofboom
- Bernard Zweerslaan – Bernard Zweers, componist
- Bernhardhof – Bernhard van Lippe-Biesterfeld (1911-2004), prins-gemaal van Juliana der Nederlanden
- Betsy Perkhof – Betsy Perk (1833-1906), Nederlands schrijfster van romans en toneelstukken
- Betsy Westendorpstraat – Betsy Westendorp-Osieck (1880-1968), Nederlands kunstschilderes
- 1e Beukenlaan – Beuk, loofboom
- 2e Beukenlaan – Beuk, loofboom
- Beurtvaartstraat – Beurtvaart, vorm van scheepvaart, waarbij passagiers, vracht en vee volgens een dienstregeling langs een vast traject werden vervoerd
- Bierbrouwershorst – Bierbrouwer, iemand die bier produceert
- Biesbos – De Biesbos, waterrijk natuurgebied in Nederland met zoetwatergetijden, kreken en wilgenvloedbossen
- Biezematen –
- Bilderdijklaan – Willem Bilderdijk (1756-1831), een Nederlands geschiedkundige, taalkundige, dichter en advocaat
- Billitonlaan – Billiton, eiland in Indonesië
- Bizetlaan – Georges Bizet (1838-1875), Frans componist
- Blekersweg –
- Bloemenweide –
- Bloemheuvellaan –
- Bloemwijklaan –
- Boekbindershorst – Boekbinder, iemand die boeken inbindt
- Boerhaavestraat – Herman Boerhaave (1668-1738), arts en botanicus
- Bolerostraat – Bolero, dansvorm
- Bonaire – Bonaire, eiland dat behoort tot de ABC-eilanden van de Benedenwindse eilanden van de Kleine Antillen. Vormt sinds 2010 bestuurlijk als Caribisch openbaar lichaam een bijzondere gemeente.
- Bongerdpad – Bongerd of boomgaard, een met bomen beplant stuk grond waar vruchten of noten geteeld worden
- Boogschutterstraat – Boogschutter, beoefenaar van het boogschieten
- Boomblauwtje – Boomblauwtje, vlinder uit de familie Lycaenidae, kleine pages, vuurvlinders en blauwtjes
- Borneolaan – Borneo, Indonesisch eiland
- Boswachtersveld – Boswachter, opsporingsambtenaar en voorlichter, die waakt over een stuk natuurgebied bijvoorbeeld een bos
- Bosweg –
- Boszichtlaan –
- Boterbloem – Boterbloem, geslacht van planten in de familie Ranunculaceae
- Bouwe Landlaan –
- Bouwmeestershoeve – Bouwmeester, iemand die gebouwen ontwerpt en de uitvoering van het bouwen begeleidt
- Bovist – Bovist, paddenstoelengeslacht uit de familie Agaricaceae
- Brahmslaan – Johannes Brahms (1833-1897), Duits componist
- Breeuwershoeve – Breeuwer, iemand die "breeuwt" ofwel de kieren tussen de gangen van de huid of tussen de planken van het bovendek van een schip dichtgemaakt met behulp van werk (uitgeplozen touw van een natuurlijke vezel, meestal hennep) en pek of teer.
- Bremweg – Brem, struik uit de vlinderbloemenfamilie
- Brinkhorstweg –
- Brinklaan – Brink, afgepaalde ruimte aan de rand van een woonplaats
- Broedplaats –
- Bronbeekhof –
- Bronsgietersdonk – Bronsgieter, iemand die brons giet
- Bronsweg – de legering brons
- Brucknerlaan – Anton Bruckner (1824-1896), Oostenrijks componist en organist.
- Bructerenlaan – Bructeren, oude Germaanse stam in het tegenwoordige Münsterland, zuidelijk van het Teutoburger Woud
- Brugwachtershoeve – Brugwachter, persoon die belast is met het bedienen van een beweegbare brug
- Bufferstraat –
- Buizerdweg – Buizerd, middelgrote roofvogel uit de familie van de havikachtigen
- Burgemeester Des Tombeplein – Loek des Tombe (1907-1987), burgemeester van Apeldoorn van 1946 tot 1972
- Burgemeester Quarles van Uffordlaan – jhr. Cypriaan Gerard Carel Quarles van Ufford (1891-1985), burgemeester van Apeldoorn van 1934 tot 1941 en van 1945 tot 1946
- Burgemeester Roosmale Nepveulaan – Willem Roosmale Nepveu (1866-1950), burgemeester van Apeldoorn van 1910 tot 1934. Uit het van oorsprong Franse geslacht Nepveu
- Burgemeester Tutein Noltheniuslaan – Mr. dr. Peter Tutein Nolthenius (1814-1896), burgemeester van Apeldoorn van 1864 tot 1872 en zijn zoon mr. Henri Tutein Nolthenius (1861-1930), burgemeester van Apeldoorn van 1897 tot 1910[3]
- Burgersveld – burger een lid van de bevolking van een staat of bijvoorbeeld een gemeente
- Burglaan –
- Buys Ballotstraat – Christophorus Buys Ballot (1817-1890), Nederlands meteoroloog, scheikundige en natuurkundige en de eerste directeur van het KNMI

### C
- Callunalaan – Calluna: een plant uit de heidefamilie (Ericaceae)
- Calypsostraat – Calypso, dansmuziek uit de Caraïben
- Canadalaan – Straatnaam verwijst naar de Canadese militairen die Apeldoorn op 17 april 1945 bevrijdden. Straat heette tot 1946 Marialaan, omdat deze weg de oprijlaan naar Marialust was.[3]
- Cantatestraat – Cantate, muzikale compositie voor een of meer zangers, begeleid door instrumenten, meestal bestaande uit meerdere delen
- Carmenstraat – Carmen, opera in vier bedrijven van de componist Georges Bizet (1838-1875)
- Carrouselweg –  Carousel - Deze straat heeft deze naam gekregen omdat Apeldoorns kermis-exploitanten in dat gebied zouden gaan overwinteren.
- Carry Van Bruggenstraat – Carry van Bruggen, schrijversnaam van Carolina Lea de Haan (1881-1932), Nederlands schrijfster. Ze schreef ook onder de pseudoniemen Justine Abbing en May.
- Casper Fagelstraat – Casper Fagel (1634-1688), raadpensionaris van Holland van 1672 tot 1688
- Catharina Van Reesstraat – Catharina van Rees (1831-1915), Nederlands schrijfster, componiste en actief feministe. Tot 1870 schreef ze onder het pseudoniem Celéstine. Woonde van 1875 tot 1888 in Apeldoorn.[3]
- Catharinalaan – Genoemd naar de "Villa Catharina" aan de Mr. Van Hasseltlaan 33-35[3]
- Cavatinestraat – Cavatine, kort, eenvoudig muziekstuk
- Cederlaan – Ceder, geslacht van coniferen dat behoort bij de dennenfamilie[8]
- Celebeslaan – Celebse, historische benaming voor Sulawesi, een van de grotere eilanden van Indonesië
- Celsiusstraat – Anders Celsius (1701-1744), Zweeds astronoom, bekend vanwege de celsius-temperatuurschaal
- Cereslaan – Ceres, figuur uit de Romeinse religie. Ze was de godin van de akkerbouw.
- Cesar Francklaan – César Franck (1822-1890), Zuid-Nederlands componist, pianist, organist, dirigent en muziekpedagoog
- Chamavenlaan – Chamaven, Germaans volk, dat het gebied bewoonde dat tegenwoordig de Achterhoek en het district Grafschaft Bentheim in Nedersaksen is
- Chopinlaan – Frédéric Chopin (1810-1849), Pools componist
- Chris Wegerifstraat – Chris Wegerif (1859-1920), Nederlands architect, aannemer en meubelontwerper
- Christiaan Geurtsweg – [9]
- Chroomweg – Chroom, chemisch element met symbool Cr en atoomnummer 24. Het is een zilverkleurig overgangsmetaal.
- Citroenvlinder – Citroenvlinder, een van de grootste luzernevlinders
- Coba Ritsemastraat – Coba Ritsema (1876-1961), Nederlands kunstschilder
- Colijnstraat – dr. Hendrik Colijn (1869-1944), Nederlands militair en politicus. Van tussen 1925 en 1939 was hij in vijf kabinetten Minister-president van Nederland.
- Concertstraat – Concert, muziekuitvoering
- Coniferenlaan – Coniferen, groep in het plantenrijk met ruim zeshonderd soorten, behorend tot de naaktzadigen
- Copernicusstraat – Nicolaas Copernicus (1473-1543), Pruissisch-Pools wiskundige en astronoom
- Cort Van Der Lindenstr – Pieter Cort van der Linden (1846-1935), Nederlands advocaat, rechtsgeleerde en politicus. Van 1913 tot 1918 was hij voorzitter van de ministerraad (premier)
- Curaçao – Curaçao, eiland dat behoort tot de ABC-eilanden van de Benedenwindse eilanden van de Kleine Antillen. Het is een land binnen het Koninkrijk der Nederlanden.
- Curiestraat – Marie Curie (1867-1934), Pools-Frans schei- en natuurkundige

### D
- Da Costalaan – Isaäc da Costa (1798-1860), Nederlande dichter en historicus
- Daalakkerweg –
- Daendelsweg – Constance Jaqueline en Julie Elisabeth Françoise Daendels. Bewoonsters van de villa Rozenheuvel aan de Loolaan. In 1896 verkavelden zij hun tuin en legden daar de huidige Daendelsweg aan, die zij in 1899 schonken aan de gemeente Apeldoorn. Als herinnering aan die schenking kreeg de weg de naam Daendelsweg.[3]
- Dagpauwoog – Dagpauwoog, vlindersoort
- Damhertstraat – Damhert, evenhoevig zoogdier uit de familie van de hertachtigen
- Dassenburcht – Burcht, (ondergronds hol) van een das
- De Beukenhaag – Beukenhaag, aanplanting van groene of rode beuk met als doel het scheiden van ruimte
- De Binnentuin – Binnentuin of patio, ommuurde tuin
- De Bloementuin – Bloementuin, begrensd stuk grond waarop bloemen worden geplant of verbouwd
- De Boei – Boei, drijvend lichaam met grote variatie aan vormen en doeleinden
- De Boomgaard – Boomgaard of bongerd, een met bomen beplant stuk grond waar vruchten of noten geteeld worden
- De Bourbonstraat – Charlotte van Bourbon (ca. 1546-1582), dochter van Lodewijk III van Bourbon-Vendôme en derde echtgenote van Willem van Oranje
- De Bovenkruier – Bovenkruier, windmolen waarbij alleen de kap met het wiekenkruis in het horizontale vlak kan draaien
- De Bron – bron of wel, plaats waar water uit de grond komt
- De Brug – Brug, vaste of beweegbare verbinding voor het verkeer, tussen twee punten die gescheiden zijn door een rivier, kanaal, kloof, dal, weg, spoorweg of een ander obstakel
- De Buitentuin – Buitentuin, tuin of park bij een buitenplaats of paviljoen
- De Burcht – burcht of slot, versterkte woning opgericht in de middeleeuwen
- De Colignystraat – Louise de Coligny (1555-1620), vierde echtgenote van Willem van Oranje
- De Deel – Deel, werkruimte in de stal of schuur van een boerderij
- De Dorsvloer – Dorsvloer, ruimte waar graan gedorst wordt
- De Eglantier – De Eglantier, rederijkerskamer (Kamer van Rethorycke) in Amsterdam die opkwam in 1517 of 1518 en mogelijk ontstond uit oudere rederijkerskamers.[10]
- De Groene Voorwaarts –
- De Haardstede – Haardstede, benaming voor een huis, in het bijzonder voor een boerderij
- De Haarhamer – Haarhamer, halvemaanvormige hamer voor het scherp maken van een zeis of zicht, te gebruiken in combinatie met een haarspit
- De Haasstraat – Klaas de Haas (1869-1928)[11], Nederlands industrieel, samen met Alexander van Brero (1873-1966)[12] eigenaar van de zeepfabriek "De Haas en Van Brero" (later N.V. Zeepfabrieken) die zich in 1908 aan de Waterloseweg in Apeldoorn vestigde.[13]
- De Hegge – heg of haag, aanplanting van struiken en bomen met als doel het scheiden van ruimte
- De Heze – De Heeze, oude boerderij in de marke Orden.[14]
- De Hilde – Hilde, de zijbeuk van de boerderij waar het vee stond. Vaak was er een hilde aan beide zijden van de deel.[15]
- De Hofstede – Hofstede, de woning annex bedrijfsruimte van een agrarisch bedrijf
- De Hovenlaan –
- De Jagershuizen –
- De Kar – genoemd naar Albert Karreman, die hier halverwege de 18e eeuw een herberg had. Wie er naartoe ging, ging naar 'de Kärre'.[16]
- De Keerkring – Keerkring, een bijzondere parallel die de maximale afstand van de evenaar weergeven waar de zon in de middag in het zenit staat; loodrecht boven de waarnemer. De Kreeftskeerkring bevindt zich op ongeveer 23°26' noorderbreedte en de Steenbokskeerkring op ongeveer 23°26' zuiderbreedte. Het gebied tussen de keerkringen is de tropen.
- De Kleiberg –
- De Mathaak – Mathaak, landbouwwerktuig dat gebruikt wordt in combinatie met een zicht
- De Meander – Meander, lus in de loop van een natuurlijke waterloop (beek, rivier of zeestroming)
- De Meerpaal – Meerpaal of dukdalf, een in het vaarwater staande zware paal of constructie waar vaartuigen aan vastgelegd (afgemeerd) kunnen worden
- De Moeraseik – Moeraseik, loofboom uit de napjesdragersfamilie
- De Moseik – Moseik of Turkse eik, loofboom uit de napjesdragersfamilie
- De Ontvangst –
- De Pergola – Pergola, constructie van latten op hoge palen in de tuin waar langs planten kunnen groeien
- De Ploeg – Ploeg, landbouwwerktuig dat in de akkerbouw wordt gebruikt om de grond, waarin het gewas wordt gezaaid of geplant, te keren, te verkruimelen en proper te maken
- De Rotstuin – Rotstuin, tuin of park dat er door het gebruik van stenen en rotsplanten uitziet als een miniatuur gebergte
- De Rozenhaag – Rozenhaag, aanplanting van rozen met als doel het scheiden van ruimte
- De Ruyterstraat – Michiel de Ruyter (1607-1676), Nederlands admiraal
- De Savornin Lohmanstraat – Alexander de Savornin Lohman (1837-1924), Nederlands politicus
- De Sikkel – Sikkel, halvemaanvormig landbouwwerktuig om gras en graan mee af te snijden
- De Spinozastraat – Baruch (de) Spinoza (1632-1677), Nederlands filosoof, wiskundige, politiek denker en lenzenslijper
- De Spreng – spreng, een door mensen gegraven of verlegde beek
- De Steeneik – Steeneik, loofboom uit de napjesdragersfamilie
- De Stille Tuin – Tuin, begrensd stuk grond waarop gewassen worden geplant of verbouwd
- De Terrassen – Terrassen, trapsgewijze afgevlakte stukken grond in een heuvelachtig gecultiveerd gebied met als doel bodemconservering door het vertragen of tegengaan van de afstroming van irrigatie- of regenwater
- De Tol –
- De Veste –
- De Violieren – [10][17]
- De Visserstraat – Johannes Theodoor de Visser (1857-1932), Nederlands politicus en Nederlands eerste minister van Onderwijs
- De Voorwaarts –
- De Waterkamer – Waterkamer, ruimte voor de opslag van water
- De Wielerbaan – Wielerbaan of velodroom, ovale piste speciaal gebouwd voor baanwielrennen
- De Wintereik – Wintereik, loofboom uit de napjesdragersfamilie
- De Zeis – Zeis, landbouwhandwerktuig om grassen, graan of ruigte te maaien
- De Zomereik – Zomereik, loofboom uit de napjesdragersfamilie
- Debussylaan – Claude Debussy (1862-1918), Frans componist
- Dennenkamp –
- Dennenlaan – Den, geslacht van naaldbomen in de dennenfamilie
- Descartesstraat – René Descartes ook bekend als Cartesius (1596-1650), Frans wiskundige en filosoof
- Deventerstraat – Weg naar Deventer[3]
- Diamantstraat – Diamant, een allotrope verschijningsvorm van koolstof die als delfstof aangetroffen wordt
- Dianalaan – Diana, Romeinse godin van de jacht, de wilde natuur, geboorte en van de maan
- Diepenbrocklaan – Alphons Diepenbrock (1862-1921), Nederlands componist
- Diet Kramerstraat – Diet Kramer (1907-1965), Nederlands schrijfster
- Dijkgraafweg –
- Dillenburg – van Slot Dillenburg, het kasteel waar Willem van Oranje geboren werd.
- Dintel – Dintel, rivier in Noord-Brabant
- Disselhof –
- Distelvlinderlaan – Distelvlinder, vlinder uit de familie van de aurelia's
- Dommeweg –
- Don Carlosstraat – Don Carlos, opera in vijf bedrijven van Giuseppe Verdi gebaseerd op het toneelstuk Don Carlos, Infant von Spanien van Friedrich Schiller
- Donizettilaan – Gaetano Donizetti (1797 – 1848), Italiaans operacomponist
- Donker Curtiusstraat – Dirk Donker Curtius (1792-1864), Nederlands advocaat en minister
- Doornweg –
- Dopplerstraat – Christian Doppler (1803-1853), Oostenrijks wis- en natuurkundige naar wie het dopplereffect is genoemd
- Dorpersveld – Dorpsbewoner, dorpeling.
- Dotterbloem – Dotterbloem, vaste plant uit de ranonkelfamilie
- Douglaslaan – Douglasspar, boom uit de dennenfamilie
- Dovenetel – Dovenetel, plantengeslacht uit de lipbloemenfamilie
- Drapeniersdonk – Drapenier of lakenreder, iemand die zich bezighield met de vervaardiging en de verkoop van laken
- Drecht – Drecht, een (gekanaliseerde) rivier in Zuid-Holland
- Driehoek –
- Driehuizererf –
- Driehuizerweg –
- Dubbelbeek – genoemd naar de Kayersbeek en Zwaanspreng die hier naast elkaar naar het Apeldoorns Kanaal stromen.
- Duivenlaan – Duiven, familie van middelgrote, compact gebouwde vogels
- Duizendschoon – Duizendschoon, bloem uit het geslacht van de anjers
- Dukdalf – Dukdalf of meerpaal, een in het vaarwater staande zware paal of constructie waar vaartuigen aan vastgelegd (afgemeerd) kunnen worden

### E
- Eburonenstraat – Eburonen, Germaanse volksstam die leefde "tussen Maas en Rijn", in gedeelten van het huidige Nederland, België en Duitsland
- Ecofactorij –
- Edelenveld – Edelen of adel, een sociaal of juridisch afgebakende groep mensen die van oorsprong een bevoorrechte positie innam
- Edelsmidshoeve – Edelsmid, ambachtsman of -vrouw die is gespecialiseerd in het bewerken van edelmetaal. Ook wel goudsmid of zilversmid genoemd.
- Edelweisslaan – Edelweiss, plant uit de composietenfamilie die voorkomt in hooggebergten zoals de Alpen, Jura, Karpaten, noordelijke Balkan, noordelijke Apennijnen en Pyreneeën
- Edisonlaan – Thomas Edison (1847-1931), Amerikaans uitvinder en oprichter van General Electric
- Eekhoorn – Eekhoorn, zoogdier
- Eekschillersdreef – Eekschiller, iemand die de bast van de eek of eik schilde. De bast werd gedroogd en gemalen en verkocht aan leerlooiers die er looistof van maakten.
- Eemstraat – Eem, rivier in Utrecht
- Eendenweg – Eenden, een aantal soorten watervogels uit de familie van eendachtigen
- Eendrachtstraat –
- Egerlaan – Eger, rivier in Duitsland en Tsjechië
- Eglantierlaan – Egelantier, wilde roos[10]
- Eikenlaan – Eik, geslacht van loofbomen
- Eikepagelaan – Eikenpage, vlinder uit de familie Lycaenidae, de kleine pages, vuurvlinders en blauwtjes
- Einsteinlaan – Albert Einstein (1879-1955), Duits-Zwitsers-Amerikaans theoretisch natuurkundige
- Eksterweg – Ekster, vogel die behoort tot de familie van kraaiachtigen
- Elandlaan – Eland, groot zoogdier uit de familie der hertachtigen
- Elegastgaarde – Elegast, personage uit Karel ende Elegast, een 'voorhoofs' ridderverhaal
- Elis Ligtleeplantsoen – Elis Ligtlee (1994), Nederlands voormalig baanwielrenster en olympisch kampioen (2016)
- Elisabeth Poststraat –
- Elizabethshof –
- Elleboogweg –
- Elsweg – Els, loofbomengeslacht uit de berkenfamilie
- Elzenlaan – Els, loofbomengeslacht uit de berkenfamilie
- Emmalaan – Emma van Waldeck-Pyrmont (1858-1934), tweede echtgenote van koning Willem III der Nederlanden en koningin-regentes der Nederlanden van 1890 tot 1898. Het gedeelte tussen de Daendelsweg en de Koninginnelaan heette tot 1912 Princessenweg[3][18]
- Epicurusstraat – Epicurus (341 v.Chr. - 270 v.Chr.), Grieks filosoof en aanhanger van het atomisme
- Erasmusstraat – Desiderius Erasmus (ca. 1468-1536), Nederlands priester, augustijner kanunnik, theoloog, filosoof, schrijver en humanist
- Ereprijs – Ereprijs, geslacht van planten
- Erewacht –
- Etty Hillesumplantsoen – Etty Hillesum (1914-1943), Joods nazi-slachtoffer, dagboekschrijfster
- Europaweg – Europa
- Everlaan – Ever, wild zwijn of everzwijn, zoogdier uit de familie van de varkens
- Excelsalaan – Excelsa of Rhapis excelsa, palmsoort

### F
- Fabianusstraat – Paus Fabianus. Aan deze straat staat de voormalige H.H. Fabianus en Sebastianus-kerk
- Fabriekstraat –
- Fahrenheitstraat – Gabriel Fahrenheit (1686-1736), Pools/Duits natuurkundige die een groot deel van zijn werkzame leven in de Republiek der Zeven Verenigde Nederlanden doorbracht. Hij is bekend vanwege de Fahrenheit-temperatuurschaal.
- Faunastraat –
- Fauststraat – Johann Faust, Duits magiër en medicus
- Fazantweg – Fazant, vogel uit de familie van fazantachtigen
- Felualaan –
- Ferdinand Bollaan – Ferdinand Bol (1616-1680), kunstschilder, etser en tekenaar
- Ferguutgaarde – Ferguut of De Ridder met het Witte Schild, 13e-eeuwse Middelnederlandse niet-historische Arthurroman, geschreven in gepaard rijmende verzen
- Fideliostraat – Fidelio (opus 72), opera in twee actes geschreven door Ludwig van Beethoven
- Figarostraat – Figaro of 'Le nozze di Figaro (Figaro's bruiloft) (KV 492), opera van Wolfgang Amadeus Mozart
- Fitislaan – Fitis, zangvogel uit de familie boszangers
- Flamingoweg – Flamingo's, familie van vogels, soms ingedeeld bij de ooievaarachtigen maar ook in een eigen orde: Flamingo's
- Floralaan – Flora, het geheel aan planten in een bepaald gebied
- Fluitersweg – genoemd naar een boerderij De Fluite, die daar ooit heeft gestaan
- Fortlaan –
- Fortunalaan – Fortuna, Romeinse godin van het toeval of van het lot, zowel van het geluk als van het ongeluk
- Fortweg –
- Foxtrotstraat – Foxtrot, stijldans die rond 1910 in de Verenigde Staten ontstond
- Frambozenlaan – Framboos, plant uit de rozenfamilie, bekend om de meestal rode eetbare vruchten ("frambozen")
- Frankenlaan – Franken, federatie van Germaanse stammen, die rond het midden van de 3e eeuw na Christus tot stand kwam
- Frans Halslaan – Frans Hals (1583 – 1666), Nederlands schilder van schuttersstukken en portretten
- Frans van Mierisstraat – Frans van Mieris (1635-1681), Noord-Nederlands schilder
- Frederikslaan – Frederik Karel van Muijden (1885-1951), zoon van de projectontwikkelaar Karel Willem van Muijden (1837-1909) die hier bouwgrond kocht voor het bouwen van villa’s. Zijn echtgenote heette Louisa en zijn dochter Marianna naar wie ook straten zijn vernoemd. Behalve straten zijn er ook nog villa's naar de vrouw en kinderen van Van Muijden genoemd.[3]
- Friezenlaan – Friezen, Germaans volk dat sinds ca. de 6e eeuw v.Chr. aan de Noordzeekust van Nederland en Duitsland leeft
- Frisolaan – Straatnaam verbonden met het Oranjehuis:[noot 1]<[3] Willem George Friso van Nassau-Dietz (1685-1686), Johan Willem Friso van Nassau-Dietz (1687-1711), Willem Karel Hendrik Friso van Oranje-Nassau (1711-1751),
- Fugastraat – Fuga, muziekvorm waarin meerstemmigheid (contrapunt) en gevarieerde herhaling een hoofdrol spelen
- Fuldauerlaan – Philip Fuldauer (1896-1973), Directeur Paedagogium Achisomog (1930-1966)[1] en voorzitter Joodse gemeente Apeldoorn (1948-1969)[19]
- Fuutweg – Fuut, watervogel van plassen en meren

### G
- Gaaiweg – Gaai, ook Vlaamse gaai, opvallend gekleurde kraaiachtige vogel
- Gaasterland – Gaasterland. streek in de Zuidwesthoek in de Nederlandse provincie Friesland
- Gabriël Metsustraat – Gabriël Metsu (1629-1667), Nederlands kunstschilder
- Gaffellaan – Gaffel of hooivork, vork-vormig landbouwwerktuig met een lange steel en 2 scherpe tanden. Met een gaffel kunnen hooi en stro op een eenvoudige wijze handmatig worden verplaatst.
- Galvanistraat – Luigi Galvani (1737-1798), Italiaans arts en natuurwetenschapper
- Ganzenweg – Ganzen, grote, zwaargebouwde watervogels uit de familie Anatidae (zwanen, ganzen en eenden)
- Gardenierslaan – G.M. Gardenier (1856 - 1927) - Architect en civiel-ingenieur
- Gavottestraat – Gavotte, historische Franse dans in tweedelige maatsoort met opmaat
- Gazellestraat – Gazellen, groep hoefdieren uit de onderfamilie der echte antilopen (Antilopinae)
- Geelgorsweg – Geelgors, zangvogel, uit de familie der gorzen
- Gein – Gein, rivier in de Nederlandse provincie Utrecht tussen Driemond en Abcoude
- Geleen – Geleen of Geleenbeek, waterloop in de Nederlandse provincie Limburg
- Gemzenstraat – Gems, evenhoevig zoogdier uit de familie van de holhoornigen
- Generaal Van der Heydenlaan – Karel van der Heijden (1826-1900), Nederlands luitenant-generaalvan het KNIL, onder meer militair en civiel gouverneur van Atjeh (1877-1881) Tot 1906 Zwarteweg, tot 1925 Hertoglaan.[3]
- Generaal Van Heutszlaan – Joannes Benedictus van Heutsz (1851-1924), Nederlands luitenant-generaal van het KNIL, onder meer gouverneur-generaal van Nederlands-Indië (1904-1909) en militair en civiel gouverneur van Atjeh.[3]
- Generaal Van Swietenlaan – Jan van Swieten (1807-1888), Nederlands militair (luitenant-generaal van het KNIL), politicus en publicist. Onder meer vommandant van het KNIL (1857-1862).[3]
- Genistalaan – Genista of Heidebrem, geslacht van ongeveer 90 soorten in de Vlinderbloemenfamilie
- Gentiaanstraat – Gentiaan, plantengeslacht uit de gentiaanfamilie
- Georg Hegelstraat – Georg Wilhelm Friedrich Hegel (1770-1831), Duits filosoof
- George Hendrik Breitnerstraat – George Hendrik Breitner (1857-1923), Nederlands kunstschilder
- Gerard Doulaan – Gerard Dou (1613 – 1675), Nederlands kunstschilder
- Gerard Terborchstraat – Gerard ter Borch (I) (ca. 1582-1662) en zijn zoon Gerard ter Borch (II) (1617-1681), Nederlandse kunstschilders
- Germanenlaan – Germanen, verzameling volkeren en stammen die rond het begin van onze jaartelling een Germaanse taal spraken
- Geulstraat – Geul, rivier in de Nederlandse provincie Limburg
- Giessen – Giessen, rivier in de Nederlandse streek van de Alblasserwaard
- Gijsbrechtgaarde – Gijsbrecht van Aemstel, toneelstuk van Joost van den Vondel (1587-1679)
- Gildenlaan –
- Gladsaxe – Gladsaxe, gemeente in de Deense regio Hoofdstad (Hovedstaden) vlak bij Kopenhagen op het eiland Seeland
- Glazeniershorst – Glazenier, iemand die glasobjecten maakt, die als ruit in een gebouw geplaatst kunnen worden
- Goedewoningweg – De Goede Woning, woningcorporatie in Apeldoorn
- Goeman Borgesiusstraat – Hendrik Goeman Borgesius (1847-1917), Nederlands politicus
- Gooiland –
- Goudsmidshoeve – Goudsmid, ambachtsman of -vrouw die is gespecialiseerd in het bewerken van edelmetaal. Ook wel edelsmid genoemd.
- Goudstraat – Goud, scheikundig element met symbool Au (aurum) en atoomnummer 79. Het is een geel metalliek overgangsmetaal.
- Gouwestraat – Gouwe, gekanaliseerde rivier in de Nederlandse provincie Zuid-Holland
- Govert Flinckstraat – Govert Flinck (1615-1660), Nederlands kunstschilder
- Graaf Van Lijndenlaan – Mr. Rudolf Willem Graaf van Lynden (1808-1876) was burgemeester van Apeldoorn van 1832 tot 1837. Tot 1874 baron, in 1874 werd hem de titel “graaf” met recht van eerstgeboorte verleend.[3]
- Graanhof –
- Grevelingen – Grevelingen, voormalige zeearm van de Noordzee, gelegen tussen de eilanden Goeree-Overflakkee en Schouwen-Duiveland, op de grens van de provincies Zuid-Holland en Zeeland
- Grieglaan – Edvard Grieg (1843-1907), Noors componist en pianist uit de Romantiek
- Griffiersveld – Griffier of secretaris, persoon die de verslaglegging doet van een organisatie
- Griftstraat – Grift, waterloop op de Veluwe in de Nederlandse provincie Gelderland, lopend van Ugchelen via het centrum van Apeldoorn tot aan de IJssel bij Hattem
- Grindberglaan –
- Groene Kijkerweg –
- Groene Weide –
- Groenedwarsweg – Zijweg van de Groeneweg
- Groeneweg –
- Groenewoud –
- Groenlingweg – Groenling, zangvogel van de familie der vinkachtigen
- Groenoordlaan – Villa Groenoord, het geboortehuis van Govert Steen. Weg heette tot 1950 Rembrandtlaan.
- Gruttersdreef – Grutter of kruidenier, detailhandelaar in 'droge' levensmiddelen waaronder de grutten, waarvan de naam 'grutter' is afgeleid
- Gruttoweg – Grutto, weidevogel uit de familie strandlopers en snippen van de orde steltloperachtigen
- Gunninglaan –

### H
- Haagwinde – Haagwinde, vaste plant die behoort tot de windefamilie
- Halstraat – Aan deze hal was tot in de Tweede Wereldoorlog een "eierhal" gevestigd: de wekelijke eiermarkt vond hier plaats + diverse tentoonstellingen en manifestaties.
- Halvemaanweg – Aan deze weg was papierfabriek "De Halve Maan" gevestigd.
- Hamelweg – Hamel, gecastreerde ram of bok[20]
- Handelstraat – Handel, het uitwisselen van producten tussen twee partijen tegen directe of uitgestelde betaling
- Hannahlaan – Hannah, paviljoen van Het Apeldoornsche Bosch, een joodse psychiatrische inrichting, die van 1909 tot 1943 gevestigd was aan de Zutphensestraat te Apeldoorn. Het gebouw heette later "Berk".[21]
- Hardonkhof – Reiner Hardonk (1898-1983), stadshistoricus in Apeldoorn[22][23][24]
- Haringvliet – Haringvliet, voormalige zeearm van de Noordzee, in Zuid-Holland tussen Voorne-Putten en de Hoeksche Waard in het noorden, en Goeree-Overflakkee in het zuiden
- Harriët Freezerplantsoen – Harriët Freezer, pseudoniem van Wilhelmina (Miep) Eybergen (1911-1977), Nederlands prozaschrijfster, journaliste en feministe
- Hattemse Beek – Hattemse Beek, beek in Apeldoorn
- Hattemseweg – Hattem is de oude buurtnaam van dit gedeelte van voorheen Ugchelen, nu grotendeels Apeldoorn
- Hattemsezijweg – Zijweg van de Hattemseweg
- Havenweg – Voormalige haven aan het Apeldoorns Kanaal
- Havikstraat – Havik, middelgrote roofvogel uit de familie van de havikachtigen
- Hazelaarlaan – plantengeslacht Hazelaar
- Hazenleger – Hazenleger, ligplaats van een haas
- Heelmeestersdreef – Heelmeester, verouderde benaming voor arts
- Heemradenlaan – Heemraad, lid van het dagelijks bestuur van een waterschap
- Heemskerkstraat – Jacob van Heemskerck (1567 - 1607), Nederlands zeevaarder en viceadmiraal
- Heideblauwtje – Heideblauwtje, vlinder die vooral op vochtige heide kan worden aangetroffen.
- Helfrichstraat – Conrad Helfrich (1886-1962), Nederlands marineofficier. Tijdens de Tweede Wereldoorlog commandant der Zeemacht in Nederlands-Indië en daarna bevelhebber der Zeestrijdkrachten
- Heliosstraat – Helios, zonnegod uit de Griekse mythologie
- Hellenweg –
- Helmbloem – Helmbloem, een geslacht van kruidachtige, eenjarige en overblijvende kruiden uit de papaverfamilie
- Hendrik Felsstraat – Hendrik Fels (1882-1962), Nederlands architect
- Hendrik Willem Mesdagstraat – Hendrik Willem Mesdag (1831-1915), Nederlands kunstschilder, aquarellist, etser en lithograaf
- Henri Dunantlaan – Henri Dunant (1828-1910), Zwitsers bankier, oprichter Rode Kruis en Nobelprijswinnaar in 1901
- Henriëtte van Eyklaan – Henriëtte van Eyk (1897-1980), Nederlands schrijfster
- Heralaan – Hera, godin uit de Griekse mythologie
- Herbergiershorst – herbergier, ook waard of kastelein), in vroeger tijden de baas of de gastheer van een herberg of taveerne
- Herculesstraat – Hercules of Herakles, held uit de Griekse mythologie en werd beroemd om de twaalf moeilijke werken die hij uitvoerde in opdracht van koning Eurystheus.
- Herderweg – Herder of schaapherder, iemand die een kudde schapen hoedt[25]
- Hermelijn – Hermelijn, zoogdier
- Hermesstraat – Hermes, figuur uit de Griekse mythologie
- Hertenlaan – Herten, herkauwende evenhoevige zoogdieren, die zich kenmerken door het gewei van het mannetjeshert[26]
- Hester Hoofterf – Hester Hooft (1748-1795)
- Het Bakhuis – Bakhuis, bijgebouw van een boerderij of landhuis waarin men vroeger brood en koek bakte
- Het Bergje –
- Het Dennenbos – Den, geslacht van naaldbomen in de dennenfamilie
- Het Firmament – Firmament of hemelgewelf, deel van de atmosfeer of van de ruimte dat zichtbaar is vanaf het aardoppervlak
- Het Karnhuis – Karnhuis, bijgebouw of aanbouw van een boerderij of landhuis waarin men vroeger melk karnde
- Het Kasteel –
- Het Lariksbos – lariks, geslacht van coniferen
- Het Liertje –
- Het Rietveld – Riet, plant die tot de grassenfamilie behoort
- Het Rooster –
- Het Schip – Schip, vervoermiddel voor transport over wateroppervlakken
- Het Sparrenbos – Spar, geslacht van naaldbomen in de dennenfamilie
- Het Verlaat – Verlaat of schutsluis, de bekendste uitvoering van een sluis
- Het Woldhuis – Het Woudhuis, oude boerderij in de marke Woudhuis.[14]
- Heuvellaan –
- Hezeweg – De Heeze, oude boerderij in de marke Orden.[14]
- Hobbemalaan – Meindert Hobbema (1638-1709), Nederlands kunstschilder
- Hoefblad – Hoefblad, plantengeslacht uit de familie Asteraceae
- Hoefweg –
- Hoenderparkweg – [27]
- Hofdwarsstraat – Zijstraat van de Hofstraat
- Hofstraat – Straatnaam verbonden met het Oranjehuis
- Hofveld – Straatnaam verbonden met het Oranjehuis
- Hoge Brink –
- Hoge Dries –
- Hogekampweg –
- Hogeweg –
- Hollaenderstraat – "Eugen Hollaender (1906-1983), Duits industrieel, directeur van de Apeldoornse Messen Fabriek AMEFA. Voorkwam dat vele Apeldoorners in Duitsland tewerkgesteld werden door te beweren dat zij personeel van de messenfabriek waren. Met datzelfde argument en met vervalste AMEFA-personeelsbestanden haalde hij mannen terug uit kamp Rees in Duitsland. Hollaender was ook degene die briefcontacten tot stand bracht tussen de in Kamp Rees geïnterneerden en hun thuisfront in Apeldoorn. Hij werkte samen met het verzet in de grensstreek. Deze straat heette tot 2 december 2011 de Rozemarijnstraat.[28][29][30]"
- Holthoevensestraat –
- Holthuis –
- Holtrichtersveld – Holtrichter, door de maalschap (de groep grondgebruikers) gekozen persoon die toeziet op de naleving van de regels met betrekking tot het gebruik van de gronden en het gebruik van het hout uit de bossen
- Homerusstraat – Homerus (ca. 800 v.Chr. – ca. 750 v.Chr.), Oud-Griekse dichter en zanger
- Hommel – Hommels, geslacht van insecten die behoren tot de familie bijen
- Honingzwam – Honingzwam, geslacht van paddenstoelen, behorend tot de orde van Plaatjeszwammen
- Honte – Honte of Heidezee, een voormalig deel van het Schelde-estuarium, specifiek het deel van de Westerschelde ten oosten van Terneuzen, vóór het de belangrijkste afvoertak van de Schelde werd
- Hoofdstraat –
- Hoogakkerlaan –
- Hoogstraat –
- Hoornaar – Hoornaar of paardenwesp, vliesvleugelig insect uit de familie van de plooivleugelwespen
- Hoornbloem – Hoornbloem, plantengeslacht dat behoort tot de Anjerfamilie en ongeveer 200 soorten telt
- Hopweg – Hop, vogel uit de familie van de hoppen
- Houtsingel –
- Houtsnijdershorst – Houtsnijder, iemand die zich heeft bekwaamd in het vervaardigen van houtsnijwerk
- Houttuinen-Noord –
- Houttuinen-Oost –
- Houttuinen-Zuid –
- Houtwal – houtwal, erfafscheiding die bestaat uit bomen en/of struiken, vaak tussen weilanden en akkers
- Houtweg –
- Houtzagersdonk – Houtzager, iemand die boomstammen verzaagt tot bijvoorbeeld planken en balken
- Hoveniersdreef – Hovenier, iemand die zich beroepshalve met het aanleggen en onderhouden van tuinen en andere groenobjecten bezighoudt. De begrippen tuinman en tuinder betekenen deels hetzelfde
- Hulstweg – Hulst, plant uit de hulstfamilie
- Hunze – Hunze, rivier in Groningen
- Huygenslaan – Constantijn Huygens (1596-1687), Nederlands dichter
- Hymnestraat – Hymne, verheven lofzang op een bepaald onderwerp zoals een land, Godheid of gebeurtenis

### I
- Ibisplein – Ibis, onderfamilie van de familie Ibissen en lepelaars, vogels uit de orde roeipotigen
- Icarusblauwtje – Icarusblauwtje, vlinder uit de familie Lycaenidae, kleine pages, vuurvlinders en blauwtjes
- Ietje Kooistraweg – Ietje Kooistra (1861-1923), directrice en pedagoge aan de Rijkskweekschool voor Onderwijzeressen in Apeldoorn
- IJsbloem – IJsbloemen, afzettingen van ijskristallen die vanwege hun vorm met bloemen vergeleken worden
- IJsseldijk – IJsseldijk, waterkering langs de IJssel. Meerdere erven in Wormingen[31] behoorden in de 17e eeuw aan de Proosdij van Deventer en hadden mede voor het onderhoud aan de IJsseldijk te zorgen.[14]:p25
- IJsselstraat – IJssel of Gelderse IJssel, een Nederlandse rivier in Gelderland en Overijssel
- IJzerweg – IJzer, scheikundig element met symbool Fe (uit het Latijn: ferrum) en atoomnummer 26. Het is een grijs, ruw overgangsmetaal.
- Imkersdreef – Imker, iemand die zich bezighoudt met de bijenteelt
- Imkersplaats – Imker, iemand die zich bezighoudt met de bijenteelt
- Immanuël Kantstraat – Immanuël Kant (1724-1804), Duits filosoof ten tijde van de Verlichting
- Ina Boudier-Bakkersingel – Ina Boudier-Bakker (1875-1966), Nederlands schrijfster van romans
- Industriestraat –
- Inktzwam – Inktzwam, geslacht van paddenstoelen uit de orde van Plaatjeszwammen
- Iridiumstraat – Iridium, scheikundig element met symbool Ir en atoomnummer 77. Het is een zilverwit overgangsmetaal.

### J
- J.C. Wilslaan – J.C. Wils (1840-1906), Antwerpse handelaar, eigenaar van het landgoed Berg en Bosch in Apeldoorn[8][32]
- Jachthoornlaan – Jachthoorn, muziekinstrument dat qua uiterlijk lijkt op de reguliere hoorn, echter zonder ventielen, waardoor alleen een natuurtonenreeks ten gehore kan worden gebracht
- Jachtlaan –
- Jacob Catslaan – Jacob Cats (1577-1660), Nederlands dichter en jurist
- Jacob Marisstraat – Jacob Maris (1837-1899), Nederlands impressionistisch kunstschilder van de Haagse School
- Jacqueline van der Waalssingel – Jacqueline van der Waals (1868-1922), Nederlands dichteres, schrijfster, vertaalster en lerares
- Jagersweg –
- Jan Steenlaan – Jan Steen (1625-1679), Haarlemmer schilder van gewone mensen in ontspannen situaties, had een uitbundig kleurgebruik
- Jan Van Goyenlaan – Jan van Goyen (1596-1656), Nederlands landschapschilder uit de Gouden Eeuw
- Jan van Nuijshof – Jan van Nuijs was schout in Apeldoorn.
- Jaromirgaarde – Jaromir, hoofdpersonage uit de Jaromir-cyclus van dichter A.C.W. Staring (1767-1840)
- Jasmijnlaan – Jasmijn, een struik met witte bloemen.
- Javalaan – Java, eiland in de Republiek Indonesië
- Jeker – Jeker, rivier die ontspringt in Lens-Saint-Servais (België), door het Haspengouw stroomt en bij Maastricht in de Maas vloeit
- Jhr. mr. G.W. Molleruslaan – Jhr. mr. Gustaaf Willem Mollerus (1842-1919), kantonrechter in Apeldoorn. Straat heette tot 1919 'Vijverlaan'.[3]
- Jo de Grootstraat – Johannes Herman (Jo) de Groot (1904-1973), wethouder Apeldoorn tot 1945 tot 1966[33][34]:p25
- Johan Wagenaarlaan – Johan Wagenaar (1862-1941), Nederlands componist en dirigent
- Johan de Wittstraat – Johan de Witt (1625-1672), Nederlands wiskundige en politicus. Was tijdens het Eerste Stadhouderloze Tijdperk 19 jaar lang raadpensionaris van het gewest Holland.
- 1e Johannastraat –
- 2e Johannastraat –
- Johannes Bosboomstraat – Johannes Bosboom (1817-1891), schilder van kerkinterieurs
- Johannes Vermeerlaan – Johannes Vermeer (1632-1675), Nederlands kunstschilder
- Jonkerstraat –
- Joost Van Den Vondellaan – Joost van den Vondel (1587-1679), dichter en toneelschrijver
- Joseph Haydnlaan – Joseph Haydn, (1732-1809), Oostenrijks componist
- Josine Reulingstraat – Gerardina Anna (Josine) Reuling (1899-1961), Nederlands romanschrijfster[35]
- Jozef Israëlsplantsoen – Jozef Israëls (1824-1911), een van de voornaamste kunstschilders uit de Haagse School
- Julianalaan – Juliana der Nederlanden (1909-2004), koningin der Nederlanden van 4 september 1948 tot en met 30 april 1980[36]
- Juniperlaan – Juniper of Jeneverbes, geslacht van coniferen
- Jupiterlaan – Jupiter, een planeet binnen het zonnestelsel

### K
- Kaartenmakershoeve – Kaartenmaker, iemand die geografische informatie in kaarten inzichtelijk en aanschouwelijk maakt
- Kaliumstraat – Kalium, scheikundig element met symbool K en atoomnummer 19. Het is een zilverwit alkalimetaal
- Kalmoesstraat – Kalmoes, vaste moerasplant uit de kalmoesfamilie
- Kalverstraat –
- Kamerlingh Onnesstraat – Heike Kamerlingh Onnes (1853-1926), Nederlands natuurkundige, winnaar van de Nobelprijs voor Natuurkunde en hoogleraar aan de Universiteit van Leiden
- Kamillestraat – Kamille, plantengeslacht uit de composietenfamilie
- Kanaal Noord – Weg langs het Apeldoorns Kanaal, ten noorden van de spoorlijn Deventer-Apeldoorn-Amersfoort. Bestaat sinds de aanleg van het kanaal in 1828
- Kanaal Zuid – Weg langs het Apeldoorns Kanaal, ten zuiden van de spoorlijn Deventer-Apeldoorn-Amersfoort. Bestaat sinds de aanleg van het kanaal in 1829
- Kanaalpad – Pad naar het Apeldoorns Kanaal
- Kanaalstraat – Straat van het centrum van Apeldoorn naar het Apeldoorns Kanaal
- Kanarieweg – Kanarie, zangvogel uit de familie Vinkachtigen. De wilde soort komt voor op de Canarische Eilanden. De vogel wordt sinds eeuwen gekweekt als huisdier.
- Kaninefatenlaan – Kaninefaten of Cananefaten, West-Germaanse of Keltische stam of volk, die ten westen van de Bataven woonden aan de Noordzeekust
- Kapelmeestershoeve – Kapelmeester, iemand die de leiding heeft bij het uitvoeren van muziek
- Kapelstraat – genoemd naar de Sint Anthoniuskapel waar deze straat naar toe liep.
- Karkietweg – Karkiet, zangvogel
- Kastanjeboleet – Kastanjeboleet, eetbare paddenstoel uit de familie Boleten
- Kastanjelaan – Kastanjebomen, loofbomen die langs deze weg stonden[3]
- Kasteellaan –
- Kathage –
- Kayersdijk – genoemd naar de Kayersbeek die in de omgeving van deze straat stroomt.
- Keltenlaan – Kelten, verzameling volkeren en stammen aangeduid die gedurende het millennium voor het begin van onze jaartelling en de eeuwen daarna een Keltische taal spraken
- Kelvinstraat – William Thomson, Baron Kelvin, (1824-1907), Brits natuurkundige. Hij is bekend vanwege de eenheid van temperatuur kelvin.
- Kennemerland – Kennemerland, streek in de Nederlandse provincie Noord-Holland die wordt begrensd door West-Friesland in het noorden, Waterland en Amstelland in het oosten, de Bollenstreek in het zuiden en de Noordzee in het westen
- Keplerstraat – Johannes Kepler (1571-1630), Duits astronoom, astroloog en wis- en natuurkundige
- Kerklaan – De weg van het dorp Apeldoorn naar de Grote Kerk, vroeger ook wel Kerkpad genoemd[3]
- Kersenlaan – Kers, vruchtboom
- Kervelstraat – Kervel, eenjarige plant uit de schermbloemenfamilie
- Ketelboetershoek – Ketelboeter of ketellapper, een doorgaans rondreizende ambachtsman die keukengerei repareerde ("boeten" is een oud woord voor repareren). Het is een in Nederland uitgestorven beroep.
- Kievitsweg – Kievit, weidevogel
- Kil – Dordtsche Kil, water in Zuid-Holland
- Kimbrenstraat – Kimbren, Germaanse stam uit Jutland (Denemarken)
- Klaverweg –
- Kleersnijdershorst – Kleersnijder, verouderde benaming voor kleermaker, iemand die bovenkleding vervaardigt
- Klein Oosterwijk –
- Kleine Fluitersweg – zie Fluitersweg
- Kleine Vos – Kleine vos, vlinder uit de familie Nymphalidae, de vossen, parelmoervlinders en weerschijnvlinders
- Kleinzorg –
- Klingmakersdonk – Klingmaker, ambachtsman die zwaarden en andere blanke wapens maakte[37]
- Klokkengietershoeve – Klokkengieter, ambachtsman die klokken vervaardigt in een klokkengieterij
- Klokstraat –
- Klompstraat –
- Kloversdonk – Klover, specialist in de diamantslijperij die de diamant splitst of klooft
- Kobaltstraat – Kobalt, scheikundig element met symbool Co en atoomnummer 27. Het is een zilverkleurig overgangsmetaal.
- Koekoekweg – Koekoek, vogelsoort uit de familie Koekoeken
- Kolibrie – Kolibries, familie van vogels uit de orde van de Gierzwaluwachtigen
- Kometenstraat – Komeet, relatief klein hemellichaam dat in vaak erg elliptische baan rond een ster draaien en uit ijs, gas en stof bestaan
- Koning Lodewijklaan – Lodewijk Napoleon Bonaparte (1778-1846), van 1806 tot 1810 koning van het Koninkrijk Holland, een vazalstaat van het Eerste Franse Keizerrijk van Napoleon Bonaparte
- Koning Stadhouderlaan – Willem III van Oranje (1650-1702), vanaf 1672 stadhouder van Holland, Zeeland en Utrecht, vanaf 1675 ook van Gelre en Zutphen en Overijssel, en ten slotte vanaf 1696 ook van Drenthe in de Republiek der Zeven Verenigde Nederlanden. Vanaf 1689 regeerde hij als koning Willem III ook over Engeland en Ierland
- Koningin Hortenselaan – Hortense de Beauharnais (1783-1837), echtgenote van Koning Lodewijk en als zodanig van 1806 tot 1810 koningin van het Koninkrijk Holland een vazalstaat van het Eerste Franse Keizerrijk van Napoleon Bonaparte
- Koninginnelaan – Straatnaam verbonden met het Oranjehuis. Straat heette tot 1964 Zwolseweg.[3]
- Koningshaven – Straatnaam verbonden met het Oranjehuis
- Koningslaan – Straatnaam verbonden met het Oranjehuis
- Koningslijn – Straatnaam verbonden met het Oranjehuis
- Koningstraat – Straatnaam verbonden met het Oranjehuis
- Koninklijk Park – Straatnaam verbonden met het Oranjehuis
- Kooikersdreef – Kooiker, beheerder van een eendenkooi, een plek waar in het wild levende eenden werden gevangen voor consumptie
- Kooikersplaats – Kooiker, beheerder van een eendenkooi, een plek waar in het wild levende eenden werden gevangen voor consumptie
- Kooiweg –
- Koolmeesweg – Koolmees, zangvogel uit de familie van echte mezen
- Koolwitje – Groot- en Klein koolwitje, vlinders uit het geslacht Pieris
- Koperslagersdonk – Koperslager, ambachtsman die platen koper of andere zachte metalen bewerkt.
- Koperweg – Koper, scheikundig element met symbool Cu en atoomnummer 29. Het is een rood/geel overgangsmetaal dat in ongelegeerde vorm ook als roodkoper bekendstaat.
- Koppellaan – genoemd naar de gemeenteontvanger. Dhr. Koppel. Hij bezat de grond waarop deze laan ligt. Hij liet er meerdere huizen bouwen.
- Koraalzwam – Koraalzwam, geslacht van paddenstoelen, behorend tot de orde van Gomphales
- Korenstraat – naar het gewas dat hier, voor het in gebruik genomen werd voor woningbouw verbouwd werd.
- Korhoenweg – Korhoen, vogel uit de onderfamilie der ruigpoothoenders
- Korianderplein – Koriander, plant uit de schermbloemenfamilie
- Korianderstraat – Koriander, plant uit de schermbloemenfamilie
- Korrelhoed – Korrelhoed, geslacht van paddenstoelen uit de orde Plaatjeszwammen
- Korte Grafte –
- Korte Hezeweg –
- Korte Kanaalstraat –
- Korte Kijkerweg –
- Korte Molenstraat –
- Korte Nieuwstraat –
- Kortebeinstraat – Johan Hendrik Egbertus Kortebein (1858-1939[38]), postbesteller in Apeldoorn, tevens kruidenier aan de Brinklaan[39]
- Korteweg – Weg van geringe lengte
- Kostverloren –
- Kraaienweg – Kraaien, vogelfamilie in de orde van de zangvogels
- Krammer – Krammer, westelijk deel van het water ten zuiden van het Zuid-Hollandse eiland Goeree-Overflakkee. Het oostelijke deel van hetzelfde water heet Volkerak.
- Krepelsbosch –
- Krijgsmansveld – Krijgsman, verouderde benaming voor militair, lid van een krijgsmacht
- Kromme Rijn – Kromme Rijn, rivier in de provincie Utrecht
- Kruidenpad –
- Kruisakkerweg – Vroeger stonden er vaak kruisen in de nabijheid van akkers, die vooral waren bedoeld ter bescherming van de gewassen
- Kruisbessenhof – Kruisbes of stekelbes, (in verschillende dialecten ook stekkelbeerze, stekelbees, klapbes, kroesel, knoezel of knoeper genoemd), plant met eetbare bessen behorende tot de ribesfamilie
- Kruizemuntstraat – Kruizemunt, een volksnaam voor verschillende plantensoorten en -variëteiten van het geslacht munt
- Krulzoom –
- Kruyderstraat – Herman Kruyder (1881-1935), Nederlands schilder, tekenaar en glazenier
- Kunstenaarshoeve – Kunstenaar, iemand die zijn of haar creatieve begaafdheid gebruikt om kunst te maken
- Kwartelweg – Kwartel, vogel uit de familie der fazanten en de enige trekvogel uit de orde der hoendervogels
- Kweekweg – Kweken, het verbouwen van gewassen
- Kwikstraat – Kwik, scheikundig element met symbool Hg en atoomnummer 80. Het is een zilverwit overgangsmetaal dat als enige metaal bij kamertemperatuur vloeibaar is.
- Kwinkslag – Kwinkslag, kernachtige, meestal geestige uitspraak die niet langer is dan één zin

### L
- Laan van de Charleston – Charleston, Amerikaanse dans, die tot de swingdansen wordt gerekend
- Laan van de Dierenriem – Dierenriem of zodiak, ongeveer 20° brede zone aan de hemelbol, waarbinnen de schijnbare banen van de zon, de maan en de planeten verlopen
- Laan van de Kreeft – Kreeft, sterrenbeeld aan de noordelijke hemelkoepel
- Laan Van De Leeuw – Leeuw, sterrenbeeld aan de noordelijke hemelkoepel
- Laan van de Maagd – Maagd, sterrenbeeld aan de noordelijke hemelkoepel
- Laan van de Ram – Ram, sterrenbeeld aan de noordelijke hemelkoepel
- Laan van de Sterrenbeelden – Sterrenbeeld, verzameling sterren die ogenschijnlijk een figuur vormt als men ze door lijnen zou verbinden
- Laan van Erica –
- Laan van Groot Schuylenburg –
- Laan van het Omniversum – Omniversum of multiversum, theorie dat er naast het zichtbare universum waar we in leven nog veel (volgens sommigen oneindig veel) andere universa zijn. Het omniversum is de verzameling van al deze parallelle universa.
- Laan van Kerschoten – Kerschoten, terrein ten noorden van de Kerschotenseweg[3]
- Laan van Malkenschoten –
- Laan van Orden – Orden, voormalige marke die hier lag.
- Laan van Osseveld – [40]
- Laan Van Spitsbergen –
- Laan van Zevenhuizen –
- Laan van de Zodiak – Zodiak of dierenriem, ongeveer 20° brede zone aan de hemelbol, waarbinnen de schijnbare banen van de zon, de maan en de planeten verlopen
- Laan van Zonnehoeve –
- Laan van Zuidbroek –
- Laan vd Mensenrechten – mensenrechten of rechten van de mens, rechten waarop iedereen aanspraak kan maken, ongeacht herkomst, nationaliteit, overtuiging, geslacht, wettelijke status of andere kenmerken.
- Lage Brink –
- Lage Kamp – Kamp, een door hagen en hakhout begrensde akker
- Lage Landenlaan – Lage Landen, vanaf de 16e eeuw een gangbare benaming voor de Nederlandse gewesten
- Landdrostlaan – Landdrost, drost of drossaard, Nederlands bestuursambtenaar die vroeger een bepaald gebied bestuurde.
- Landgoedlaan –
- Landmetersveld – Landmeter of geodeet, iemand die openbare of private onroerend eigendom, gebouwd of niet, zowel boven- als ondergronds, identificeert, afpaalt en opmeet en de registratie ervan regelt.
- Lange Amerikaweg –
- Lange Grafte –
- Langeweg – Straat van enige lengte
- Lansiersveld – Lansier, cavalerist van een lichte eenheid, gewapend met een lans, en meestal ook met een pistool en een gebogen sabel.
- Larixlaan – Larix, een geslacht van coniferen.
- Latonalaan – Latona, figuur uit de Romeinse mythologie. Zij is een dochter van de Titanen Polus en Phoebe.
- Laurierstraat – Laurier, plant uit de laurierfamilie. De plant wordt in de keuken als kruid toegepast.
- Lavendelstraat – Lavendel, een struik uit de lipbloemenfamilie
- Ledaplantsoen – Leda, figuur uit de Griekse mythologie. Zij is de echtgenote van de Spartaanse koning Tyndareos
- Leeuwerikweg – Leeuweriken, familie van zangvogels
- Leidekkersdreef – Leidekker, ambachtsman die zich heeft gespecialiseerd in het maken en onderhouden leien daken, waarbij de dakbedekking bestaat overlappende elementen leistenen tegels (dakleien). Behalve van leisteen, zijn er ook tegels van asbestvezelcement (na 1993 niet meer toegestaan), vezelcement, keramiek, bitumineuze shingles, houten dakspanen (shakes) of houten dakleien (shingles),
- Leienplein – naar het Leienhuis dat door Chris Wegerif aan dit plein gebouwd werd.
- Lekstraat – Lek, Nederlandse rivier
- Lemeilaan – dr. Nico. J. Lemei (ca. 1868-1914[41]), van 1907 tot 1914 geneesheer-directeur van Het Apeldoornsche Bosch, een joodse psychiatrische inrichting, die van 1909 tot 1943 gevestigd was aan de Zutphensestraat te Apeldoorn
- Lepelaarweg – Lepelaar, onderfamilie van de familie Ibissen en lepelaars, vogels uit de orde roeipotigen
- Librije –
- Lijsterbeslaan – Lijsterbes, bessen dragende struik
- Lijsterlaan – Lijster, middelgrote zangvogel
- Lindelaan – Linde, boom
- Linge – Linge, rivier in de Betuwe
- Linie –
- Lippe-Biesterfeldstraat – Huis Lippe-Biesterfeld, zijtak van het Huis Lippe. Het bekendste lid is dat Bernhard van Lippe-Biesterfeld (1911-2004), prins-gemaal van Juliana der Nederlanden
- Lisztlaan – Franz Liszt, (1811-1886), Hongaars componist en pianist
- Lobsteinlaan – dr. Jaques Lobstein (1883-1945), van 1936 tot 1943 geneesheer-directeur van Het Apeldoornsche Bosch, een joodse psychiatrische inrichting, die van 1909 tot 1943 gevestigd was aan de Zutphensestraat te Apeldoorn[42]
- Lohengrinstraat – Lohengrin, opera van de componist Richard Wagner (1813-1883)
- Lokomotiefstraat – Lokomotief, railvoertuig met eigen aandrijving bedoeld om andere railvoertuigen te trekken of duwen
- Loodweg – Lood, scheikundig element met symbool Pb en atoomnummer 82. Het is een donkergrijs hoofdgroepmetaal.
- Looiersdreef – Looier of leerlooier, iemand die van de huid van dieren leer maakt voor kleding, schoeisel of andere toepassingen
- Loolaan – Weg richting Het Loo, een landgoed noordwester van Apeldoorn
- Lorentzstraat – Hendrik Lorentz (1853-1928), Nederlands natuurkundige en winnaar van de Nobelprijs voor Natuurkunde in 1902
- Loseweg – Het Loo, landgoed noordwester van Apeldoorn
- Loudonstraat – James Loudon (1824-1900), Nederlands koloniaal bestuurder en minister
- Louisalaan – Louisa Anna van Muijden-van Haastert (1851-1913), echtgenote van projectontwikkelaar Karel Willem van Muijden (1837-1909) die hier bouwgrond kocht voor het bouwen van villa’s. Zijn zoon heette Frederik en zijn dochter Marianna naar wie ook straten zijn vernoemd. Behalve straten zijn er ook nog villa's naar de vrouw en kinderen genoemd[3]
- Lupineweg – Lupine, geslacht uit de vlinderbloemenfamilie

### M
- Maasstraat – Maas, rivier die ontspringt in Frankrijk en daarna door België en Nederland stroomt
- Maduralaan – Madura of Madoera, Indonesisch eiland ten noorden van Oost-Java
- Magistratenveld – Magistraat, iemand die is verkozen of benoemd in een openbaar bestuursambt. In de praktijk wordt de term tegenwoordig alleen nog gebruikt bij de rechterlijke macht en bij burgemeesters
- Magnesiumweg – Magnesium, scheikundig element met symbool Mg en atoomnummer 12. Het is een zilverwit aardalkalimetaal
- Magnolialaan – Magnolia, een plantengeslacht
- Malkenschoten –
- Malkenschotenhof –
- Malrove – Malrove, vaste plant, die behoort tot de lipbloemenfamilie
- Mambohof – Mambo, Cubaanse dans en muziekvorm
- Mandenmakershoeve – Mandenmaker, mandenvlechter of korver, ambachtsman die manden maakt met natuurlijke materialen zoals wilgentenen, rotan, stro of rietstengels
- Mangaanstraat – Mangaan, scheikundig element met symbool Mn en atoomnummer 25. Het is een grijskleurig overgangsmetaal.
- Mansardehof – François Mansart, een Franse architect.[43]
- Mantelmeeuw – Mantelmeeuw, vogel uit de familie van meeuwen en sternen[44]
- Marchantstraat – Henri Marchant (1869-1956), Nederlands politicus, onder andere minister van Onderwijs, Kunsten en Wetenschappen (1933-1935)
- Marconistraat – Guglielmo Marconi (1874-1937), Italiaans natuurkundige, uitvinder en ondernemer
- Marezatenstraat – Marezaten of Marsaci(i), Germaanse stam die leefde in het gebied van de Rijn-Maas-Schelde delta
- Maria Stuartstraat – Maria Stuart, (1631-1660), echtgenote van stadhouder Willem II van Oranje
- Mariannalaan – Marianna van Muijden (1890-?), dochter van projectontwikkelaar Karel Willem van Muijden (1837-1909) die hier bouwgrond kocht voor het bouwen van villa's. Zijn echtgenote heette Louisa en zijn zoon Frederik naar wie ook straten zijn vernoemd. Behalve straten zijn er ook nog villa's naar de vrouw en kinderen genoemd[3]
- Mariastraat –
- Marie Koenenstraat – Marie Koenen (1879-1959), Nederlands romanschrijfster
- Mariëndaal – Mariëndaal, melkfabriek die daar stond van 1922 tot 1970.[45]
- Mark – Mark, rivier in Noord-Brabant
- Markerichtersveld – Markerichter, iemand die aan het hoofd van marke stond
- Marktplein – Plein waar de markt plaatsvindt
- Marktstraat – Weg naar het Marktplein
- Marowijne – Marowijne, district in het noordoosten van Suriname
- Marskramersdonk – Marskramer, verkoper van kleine artikelen, die hij in een rugkorf of mars vervoerde en waarmee hij platteland en steden afreisde om zijn waren op markten en kermissen en van huis tot huis te verkopen
- Marsweg – ‘Mars’ is laag, drassig en doorgaans vruchtbaar land.[46]:p162
- Mastgat – Mastgat, zeearm in de Zeeuwse delta
- Mathilde Wibautstraat – Mathilde Wibaut-Berdenis van Berlekom (1862-1952), Nederlands politica en feministe
- Mauvestraat – Anton Mauve (1838-1888), Nederlands kunstschilder en graficus
- Mazurkastraat – Mazurka, dans in driekwartsmaat met een extra nadruk op de tweede tel
- Mecklenburglaan – Mecklenburg, (historische) streek in Noord-Duitsland
- Medeastraat – Medea, tovenares in de Griekse mythologie die Jason hielp het Gulden vlies te veroveren
- Meerkoetweg – Meerkoet, watervogel die behoort tot het geslacht koeten van de familie rallen, koeten en waterhoentjes
- Meerzorg –
- Meibloem – Meibloem of madeliefje, kleine vaste plant uit de composietenfamilie
- Melissestraat – Melisse, een geslacht uit de lipbloemenfamilie
- Melkweg – Melkweg, melkwegstelsel of galactisch stelsel, sterrenstelsel van gemiddelde grootte, waarin het zonnestelsel zich bevindt
- Mendelssohnlaan – Felix Mendelssohn Bartholdy (1809-1847), Duits componist, dirigent, organist en pianist
- Menuetstraat – Menuet, Franse dans in een driedelige maatsoort (3/4, 3/8, 3/2) uit de baroktijd
- Mercatorplein – Gerard Mercator (1512-1594), Zuid-Nederlands cartograaf, instrumentmaker en graveur
- Mercuriuslaan – Mercurius, een planeet binnen het zonnestelsel
- Merellaan – Merel, zangvogel uit de familie lijsters
- Mergelland – Mergelland, streek in Nederlands Zuid-Limburg dat zijn naam ontleend aan de aanwezigheid van mergel
- Merwedestraat – Merwede, benedenloop van de Nederlandse rivier de Waal
- Metaalweg – Metaal, groep van ongeveer 65 scheikundige elementen met een kleine elektronegativiteit waardoor ze goede geleiders van warmte en elektriciteit zijn
- Mezenweg – Mezen, familie in de orde van de zangvogels
- Mgr. Nolensstraat – mgr. Willem Hubert Nolens (1860-1931), Nederlands rooms-katholiek priester, politicus en Minister van Staat
- Mheenlaan –
- Middellaan –
- Midden Enkweg –
- Middenhof –
- Mignonstraat – Mignon, opera in drie akten van Ambroise Thomas
- Minden – Minden, stad in de Duitse deelstaat Noordrijn-Westfalen en de Kreisstadt van de Kreis Minden-Lübbecke
- Minervalaan – Minerva, Romeinse godin van het verstand, de vindingrijkheid, de menselijke geest en van de wijsheid
- Minstreelshoeve – Minstreel, middeleeuwse artiest die liederen zong, muziek en poëzie maakte en verhalen vertelde en die was verbonden aan een broodheer
- Mispellaan – Mispel, heester uit de rozenfamilie
- Moeflonstraat – Moeflon, soort van wilde schapen
- Moermanhof – Jacob Diederik Moerman (1885-1965), archeoloog en historicus, een van de grondleggers van de Apeldoornse geschiedschrijving[22][47]
- Molendwarsstraat – Zijstraat van de Molenstraat
- Molenmakershoek – Molenmaker of molenbouwer, vakman die een molen nieuw bouwt, herstelt of restaureert
- Molenstraat – Weg naar molen
- Molenstraat-Centrum – Het gedeelte van de Molenstraat dat in het centrum van Apeldoorn ligt, ten westen van het Apeldoorns Kanaal
- Molenwiek – Molenwiek, onderdeel van een windmolen of windturbine. Bij tradionele windmolens vormen meerdere wieken (meestal 4) samen het gevlucht of wiekenkruis dat is bevestigd aan de bovenas in de askop. Bij moderne sindturbines komen de wieken samen in de naaf.
- Mondriaanstraat – Piet Mondriaan (1872 – 1944), Nederlands kunstschilder
- Montanalaan – Montana of Bergden (Pinus Montana[48]), naaldboom uit de familie der dennen
- Montferland – Montferland, heuvelachtig bosgebied in het oostelijk deel van de provincie Gelderland
- Morellenlaan – Morel of Zure kers, plant uit de rozenfamilie. In Vlaanderen en Zuid-Nederland wordt de zure kers kriek genoemd.
- Moriaanstraat –
- Morielje – Morielje of Morille, sponsachtig type zakjeszwam
- Morinistraat – Morini of Morieniërs, stam die ten tijde van Caesar gevestigd was in de kuststrook van Noord-Frankrijk en België
- Mosklokje – Mosklokje, paddenstoel uit de stam der steeltjeszwammen
- Motetstraat – Motet, compositie die in het algemeen door zangers wordt uitgevoerd
- Mozartlaan – Wolfgang Amadeus Mozart (1756-1791), Oostenrijks componist
- Mr. Van Hasseltlaan – Mr. Jaco Adriaan van Hasselt (1835-1897), burgemeester van Apeldoorn van 1872 tot 1897.[3]
- Mr. Van Rhemenslaan – Mr. Cornelis Herman van Rhemen van Rhemenshuizen (1811-1880), burgemeester van Apeldoorn van 1837 tot 1842. Straat heette tot 1900 Noorderparklaan.[3]
- Muldersdreef – Mulder of molenaar, iemand die met een molen werkt
- Muntersdonk – Munter, iemand die het recht heeft geld te slaan en te wisselen
- Musicalstraat – Musical, vorm van theater waarbij muziek, liedjes, gesproken dialogen en dans gecombineerd worden
- Musketiersveld – Musketier, soldaat bewapend met een musket
- Musschenbroekstraat –
- Mussenweg – Mussen, familie in de orde der zangvogels
- Myrtillushof – Myrtillus of blauwe bosbes, vaste plant uit de heidefamilie

### N
- Nabuccostraat – Nabucco, opera in vier bedrijven van Giuseppe Verdi
- Nachtwakershoeve – Nachtwaker, iemand die gebouwen 's nachts bewaakt tegen gevaar
- Nagelpoelweg – Nagelpoel of Egelpoel, poel in de marke Wormingen.[14]
- Nassaulaan – Huis Nassau, geslacht waaruit het Nederlandse vorstenhuis is voortgekomen[3]
- Natriumweg – Natrium, chemisch element met symbool Na en atoomnummer 11. Het is een zilverkleurig alkalimetaal
- Nevenlandsehof –
- Newtonstraat – Isaac Newton (1643-1727), Engels natuurkundige, wiskundige, astronoom, natuurfilosoof, alchemist, officieel muntmeester en theoloog
- Niers – Niers, rivier die in Erkelenz in Duitsland ontspringt en in de Nederlandse gemeente Gennep in de Maas uitmondt
- Nietzschestraat – Friedrich Nietzsche (1844-1900), Duits filosoof, dichter en filoloog
- Nieuw Schuilenburg – Schuylenburgh, oude boerderij in de marke Wormingen. Later landhuis.[14]
- Nieuwendijk – [39]
- Nieuwstraat –
- Nijbroekseweg – Weg naar Nijbroek in de gemeente Voorst in de Nederlandse provincie Gelderland
- Nijverheidstraat –
- Nikkelweg – Nikkel, scheikundig element met symbool Ni en atoomnummer 28. Het is een zilverwit/grijs overgangsmetaal.
- Nobelstraat – Alfred Nobel (1833-1896), Zweeds chemicus en industrieel, bekend van zijn uitvinding van het dynamiet in 1866, en van de Nobelprijzen, die van de rente van zijn kapitaal elk jaar op zijn sterfdag (10 december) worden uitgereikt
- Nocturnestraat – Nocturne, romantisch muzikale compositie geïnspireerd is op de sfeer van de nacht
- Noord – Noord, getijrivier in de Nederlandse provincie Zuid-Holland
- Noorderhoogte –
- Noorderlaan – naar de windrichting Noord. Abusievelijk werd aangenomen dat "Oosterlaan", de eerste laan in deze buurt genoemd was naar de windrichting Oost: dat was niet zo: deze straat werd genoemd naar Dhr. Ooster.
- Normastraat – Norma, opera in twee bedrijven van Vincenzo Bellini
- Notarishoeve – Notaris, jurist en openbaar ambtenaar, die bevoegd is om authentieke akten te verlijden in de gevallen waarin de wet aan hem of haar die bevoegdheid toekent en een partij dit van hem verlangt

### O
- Oberonstraat – Oberon of De eed van de elfenkoning, romantische opera in drie bedrijven van Carl Maria von Weber
- Oesterzwam – Oesterzwam, geslacht van paddenstoelen, behorend tot de orde van Plaatjeszwammen
- Olieslagershorst – Olieslager, iemand die in of met een oliemolen olie perst uit oliehoudende zaden (raapzaad, koolzaad, aardnoten en lijnzaad)
- Ommeland – Ommeland, oude naam voor de gebieden in de huidige Nederlandse provincie Groningen die buiten de stad Groningen liggen
- Ooievaarlaan – Ooievaar, grote vogel uit de familie ooievaars uit de orde van de ooievaarachtigen
- Ooiweg – Ooi, vrouwelijk schaap[25]
- Oost Veluweweg – Veluwe, streek ten westen van Apeldoorn
- Oosterlaan – genoemd naar projectontwikkelaar, voormalig notaris Ooster die hier huizen liet bouwen.
- Oostkreek –
- Operaplein – Opera, vorm van muziektheater, waarbij een overwegend gezongen toneelstuk, in dichtmaten met orkestbegeleiding, wordt uitgebeeld.
- Operettestraat – Operette (letterlijk "kleine opera"), vorm van muziektheater die erg lijkt op opera, hoewel de onderwerpen vaak minder serieus zijn
- Oranjedwarsstraat – Zijstraat van de Oranjestraat
- Oranjelaan – Vorstendom Oranje, waarvan Willem de Zwijger in 1544 prins werd.[3]
- Oranjestraat – Vorstendom Oranje, waarvan Willem de Zwijger in 1544 prins werd.[3]
- Oranjetipje – Oranjetipje, dagvlinder uit de familie Witjes
- Oratoriumstraat – Oratorium, omvangrijk vocaal muziekwerk met een veelal geestelijke inhoud voor orkest, zangsolisten en koor
- Ordenplein – Orden, wijk in Apeldoorn
- Ordermolenweg –
- Orderparkweg –
- Origenesstraat – Origenes (ca. 185 - ca. 253), Bijbelwetenschapper en verdediger van het christendom
- Osmiumstraat – Osmium, scheikundig element met symbool Os en atoomnummer 76. Het is een blauwgrijs overgangsmetaal.
- Osseveldweg – [40]
- Othellostraat – Othello, opera in vier akten van Giuseppe Verdi en Othello, opera in drie akten van Gioacchino Rossini, beide gebaseerd op de tragedie Othello van William Shakespeare
- Oud Schuilenburg – Schuylenburgh, oude boerderij in de marke Wormingen. Later landhuis.[14]
- Oude Apeldoornseweg – Oude weg naar Apeldoorn
- Oude Beekbergerweg – Oude weg naar Beekbergen
- Oude Berghuizerweg –
- Oude Rijn – Oude Rijn, rivier in de provincies Utrecht en Zuid-Holland
- Oud-Veldzichtlaan –
- Ovenbouwershoek – Ovenbouwer, iemand die ovens, haarden en gelijkaardige stookplaatsen alsmede rookkanalen ontwerpt en bouwt, bijvoorbeeld voor bakkers, glasblazers en pottenbakkers

### P
- Pachtersveld – Pachter, iemand die een boerderij, weiland, akker, viswater, veer, stuk grond, e.d. huurt van een ander, waarvoor hij regelmatig, vaak jaarlijks, verplicht is pacht te betalen
- Pallietergaarde – Pallieter, hoofdpersoon uit de gelijknamige roman uit 1916 van de Vlaamse auteur Felix Timmermans
- Parallelweg – Evenwijdig aan de spoorbaan lopende weg
- Paramariboweg – Paramaribo, hoofdstad van Suriname
- Parelhoender – Parelhoenders, hoenderachtige vogels met veel ondersoorten
- Parelvissersstraat – De Parelvissers, opera in drie bedrijven van Georges Bizet
- Park Doggersbank – Doggersbank, ondiepte in de Noordzee, ten oosten van Noord-Engelanden ten noordwesten van Nederland
- Parlevinkershoeve – Parlevinker, een ondernemer die vanaf zijn boot goederen, meestal levensmiddelen, verkoopt aan schepelingen. Op rivieren werd de naam parlevinker of zoetelaar gebruikt, terwijl in havengebieden gesproken werd over kadraaier of kaaidraaier
- Parsivalstraat – Parsifal, opera van Richard Wagner
- Pascalstraat – Blaise Pascal (1623-1662), Frans wis- en natuurkundige naar wie de eenheid van druk vernoemd is
- Paslaan – Landgoed De Pasch, waarvan het landhuis heeft gestaan op de hoek van de huidige Regentesselaan, Generaal Van Swietenlaan en de Burgemeester Tutein Noltheniuslaan[3]
- Pasteurstraat – Louis Pasteur (1822-1895), Frans wetenschapper, bekend van het pasteuriseren
- Patrijsweg – Patrijs of Veldhoen, akkervogel uit de familie der fazantachtigen
- Paul Krugerstraat – Paul Kruger (1825-1904), ook bekend als Oom Paul, vijfde president van de Zuid-Afrikaansche Republiek (Transvaal) en de meest prominente Boer tijdens en tussen de Boerenoorlogen[3]
- Paulus Buysstraat – Paulus Buys (1531-1594), Nederlands jurist en politicus
- Paulus Potterlaan – Paulus Potter, (1625-1654), Nederlands kunstschilder
- Pelikaanlaan – Pelikaan, watervogel
- Peperboleet – Peperboleet, paddenstoel behorend het geslacht Chalciporus van de familie boleten
- Perenlaan – Peer, plantengeslacht dat eetbare vruchten produceert
- Permekestraat – Constant Permeke (1886-1952), Belgisch kunstschilder en beeldhouwer
- Petrus Paulus Rubensstraat – Petrus Paulus Rubens of Peter Paul Rubens (1577-1640), Zuid-Nederlands schilder, tekenaar en diplomaat
- Piersonstraat – Nicolaas Pierson (1839-1909), Nederlands bankier, econoom en politicus. Van 1897 tot 1901 was hij Minister-president van Nederland
- Piet Heinstraat – Piet Hein (1577-1629), Nederlands luitenant-admiraal
- Piet Joubertstraat – Piet Joubert (1831-1900), Transvaals militair en politicus. Was opperbevelhebber van het leger van de Transvaal van 1880 tot 1900.
- Pieter de Hoochlaan – Pieter de Hoogh (1629-1654), Nederlands kunstschilder
- Pieter Puypeplein – Pieter Puijpe (1874-1942), Nederlands beeldhouwer en houtsnijder, vooral bekend door zijn werk in Apeldoorn en Zeeland
- Pieter Saenredamstraat – Pieter Saenredam (1597-1665), Nederlands kunstschilder, tekenaar en prentmaker
- Pieter Steijnstraat – Pieter Steyn (1706-1772), raadspensionaris van Holland tussen 1749 en 1772
- Pijnboomlaan – Pijnboom of Den, geslacht van naaldbomen in de dennenfamilie
- Pinksterbloem – Pinksterbloem, plant uit de kruisbloemenfamilie
- Planetenlaan – Planeet, hemellichaam dat om een ster beweegt
- Plantsoen Welgelegen – naar het landgoed Welgelegen dat in dit gebied lag.
- Plasweideweg –
- Platinastraat – Platina, scheikundig element met symbool Pt en atoomnummer 78. Het is een grijswit overgangsmetaal.
- Platostraat – Plato (ca. 427 v.Chr.-347 v.Chr.), Oud-Grieks filosoof en schrijver
- Plevierweg – Plevier, geslacht van vogels in de familie kieviten en plevieren
- Ploegersdonk – Ploeger, iemand die met een ploeg de grond, waarin het gewas wordt gezaaid of geplant, keert, verkruimelt en proper maakt
- Plutoniumweg – Plutonium, scheikundig element met symbool Pu en atoomnummer 94. Het is een zilverwit actinide
- Pluviusstraat – Pluvius, bijnaam van de Romeinse oppergod Jupiter als regengever.
- Polhoutlaan –
- Polkastraat – Polka, volksdans voor paren in een snelle tweekwartsmaat of vierkwartsmaat
- Polstraat –
- Pomonalaan – Pomona, Romeinse godin van de boomvruchten
- Poolsterstraat – Poolster, de ster die dicht bij het verlengde van de aardas aan de noordelijke hemelpool ligt
- Poortersveld – Poorter, historische benaming voor een burger die zich het recht verworven had binnen de poorten van een plaats met stadsrechten te wonen
- Postmeestersdreef – Postmeester, een door de overheid aangestelde beheerder van een postkantoor
- Pottenbakkersdonk – Pottenbakker, ambachtsman die door het modelleren van klei die daarna door middel van verwarming wordt verhard aardewerk en steengoed maakt
- Prentsnijdershorst – Prentsnijder, iemand die plaatjes en prenten op maat sneed en deze verkocht
- Prins Hendrikplein – Hendrik van Oranje-Nassau (1820-1879), prins der Nederlanden, prins van Oranje-Nassau, derde zoon van koning Willem II der Nederlanden en Anna Paulowna. Prins Hendrik had een lange carrière in de Koninklijke Marine en werd daarom ook wel (Hendrik) de Zeevaarder genoemd.[noot 2]<[3][49]
- Prins Mauritslaan – Maurits van Oranje (1567-1625), prins van Oranje en graaf van Nassau, stadhouder en legeraanvoerder van de Republiek der Zeven Verenigde Nederlanden. Hij was een zoon van Willem van Oranje.[3]
- Prins Willem-Alexanderlaan – Willem-Alexander der Nederlanden (1967), Koning der Nederlanden. Ten tijde van het vernoemen was hij nog Prins van Oranje
- Prinsengang [50]– nauwe steeg die door prinsen, prinsessen en stadhouders werd gebruikt. Ze stopten met de koets op de Deventerstraat en liepen door de prinsengang naar de Mariakerk, die toen gevestigd was op het Raadhuisplein.
- Prinsenhof –
- Prinsenlaan – Straatnaam verbonden met het Oranjehuis[3]
- Prinsenweide –
- Prinses Beatrixlaan – Beatrix der Nederlanden (1938), eerste dochter en opvolgster van Juliana der Nederlanden
- Prinsesselaan – Straatnaam verbonden met het Oranjehuis[3]
- Prof. Einthovenstraat – Willem Einthoven (1860-1927), Nederlands arts die bekend werd als uitvinder van de snaargalvanometer
- Prof. Röntgenstraat – Wilhelm Röntgen (1845-1923), Duits natuurkundige, bekend door zijn ontdekking van de naar hem genoemde röntgenstraling. In 1901 ontving hij de eerste Nobelprijs voor Natuurkunde. Hij verhuisde in 1848 met zijn ouders naar Apeldoorn waar hij woonde tot hij in 1861 in Utrecht een opleiding ging volgen. Straat heette tot 1967 Parkweg.[3]
- Ptolemaeusstraat – Claudius Ptolemaeus (ca. 87-ca. 150), Grieks astroloog, astronoom, geograaf, wiskundige en muziektheoreticus
- Putterweg – Putter of distelvink, zangvogel uit de familie der vinkachtigen
- Pythagorasstraat – Pythagoras (ca. 570 v.Chr.-500 v.Chr.), presocratisch filosoof

### R
- Raadhuisplein – Plein waaraan het raadhuis staat.[51][52]
- Raadsherenveld – Raadsheer, rechter bij een hogere rechtbank bijvoorbeeld het gerechtshof of de Hoge Raad
- Rademakersdonk – Rademaker, ambachtsman die wielen (raden) maakt.
- Radiumweg – Radium, scheikundig element met symbool Ra en atoomnummer 88. Het is een wit/zilverkleurig aardalkalimetaal
- Rakkersveld – Rakker, dienaar van de schout, een soort politieagent.
- Ramweg – Ram, mannelijk schaap
- Rangeerstraat –
- Ratelaar – Ratelaar, plantengeslacht uit de bremraapfamilie
- Ratzeburglaan – Ratzeburg, gemeente in de Duitse deelstaat Sleeswijk-Holstein, gelegen in de Kreis Herzogtum Lauenburg
- Ravelijn – Ravelijn, het buitenwerk van een vesting
- Ravenweg – Raaf, zangvogel uit de familie van de kraaien[53]
- Réaumurstraat – René-Antoine Ferchault de Réaumur (1683-1757), Frans natuuronderzoeker. Hij is bekend vanwege de Réaumur-temperatuurschaal.
- Rederijkershoeve – Rederijkers, amateurdichters en voordrachtkunstenaars in de late middeleeuwen
- Reeënlaan – Ree, evenhoevig zoogdier uit de familie van de hertachtigen[26]
- Reest – Reest, Nederlandse beek tussen Slagharenen het Meppelerdiep
- Regentesselaan – Regentes, iemand die monarchale functies en waardigheid waarneemt namens een minderjarige, krankzinnige of anderszins regeringsverhinderde vorst of vorstin. Straat is zo genoemd ter herinnering aan Emma (1858-1934), koningin-regentes der Nederlanden van 1890 tot 1898. Tot 1898 heette deze straat Middellaan[3]
- Regge – Regge, rivier in Overijssel
- Reigersweg – Reiger, familie van vogels uit de orde van roeipotigen[54]
- Rembrandtlaan – Rembrandt van Rijn (1606-1669), Nederlands kunstschilder
- Rentmeestersveld – Rentmeester, iemand die goederen beheert voon een eigenaar, in het bijzonder onroerend goed,
- Rhapsodiestraat – Rhapsodie, gedicht of een muziekstuk dat qua onderwerp of stijl bestaat uit contrasterende gedeelten qua stijl/stemming, die ondanks de vrije vorm toch een eenheid vormen, vaak met een op volksmelodien gebaseerde gemeenschappelijk, of in verschillende vormen terugkerend thema.
- Ribeslaan – Ribes, paviljoen van Het Apeldoornsche Bosch, een joodse psychiatrische inrichting, die van 1909 tot 1943 gevestigd was aan de Zutphensestraat te Apeldoorn. Het gebouw heette later "Berk".[55]
- Ridderzwam – Ridderzwam, geslacht van paddenstoelen, behorend tot de orde van Plaatjeszwammen
- Rietdekkersdreef – Rietdekker, ambachtsman die zich heeft gespecialiseerd in het maken en onderhouden rieten daken.
- Rietzangerweg – Rietzanger, zangvogel uit de familie van Acrocephalidae
- Rigolettostraat – Rigoletto, opera in drie bedrijven van Giuseppe Verdi
- Rijksweg A1 – Rijksweg A1, Nederlandse autosnelweg, die begint bij Watergraafsmeer aan de oostkant van Amsterdam en eindigt ter hoogte van De Lutte aan de Duitse grens
- Rijksweg A50 – Rijksweg A50, Nederlandse autosnelweg tussen Eindhoven en Zwolle. Vanaf Zwolle gaat de weg verder als autoweg N50 naar Emmeloord.
- Rijnstraat – Rijn, een van de langere rivieren van Europa, die voor een groot deel in Duitsland stroomt, en in Nederland uitkomt in de Noordzee
- Ritbroekdwarsstraat – Zijstraat van de Ritbroekstraat
- Ritbroekstraat – Ritbroeck/Rietbroec, oude boerderij in de marke Orden.[14]
- Robert Kochstraat – Robert Koch (1843-1920), bacterioloog, winnaar Nobelprijs voor geneeskunde
- Robijnstraat – Robijn, rode edelsteen, een variëteit van het mineraal korund
- Roekenhof – Roek, zangvogel uit de familie van de kraaien
- Roerdompweg – Roerdomp, moerasvogel uit de familie der reigers
- Roggestraat – Rogge, graansoort, die net als de overige granen behoort tot de grassenfamilie
- Romeinenlaan – Romeinen, bewoners van het Romeinse Rijk
- Roodborstweg – Roodborst, zangvogel uit de familie vliegenvangers
- Rosariumstraat – Rosarium, tuin waarin rozen de voornaamste planten vormen
- Rossinilaan – Gioachino Rossini (1792-1868) Italiaans componist
- Rostocklaan – Rostock, Hanzestad in de Duitse deelstaat Mecklenburg-Voor-Pommeren
- Rousseaustraat – Jean-Jacques Rousseau (1712-1778), Frans filosoof en schrijver.
- Rozebottellaan – Rozenbottel, vlezige vrucht van een roos
- Rozenlaan – Roos, plantenfamilie
- Ruimzichtlaan –
- Rusalkastraat – Rusalka, opera ('lyrisch sprookje') van Antonín Dvořák in drie bedrijven
- Rustenburgstraat –
- Rustoordlaan – Rustoord, sanatorium van Het Apeldoornsche Bosch, een joodse psychiatrische inrichting, die van 1909 tot 1943 gevestigd was aan de Zutphensestraat te Apeldoorn
- Ruys De Beerenbrouckstraat – Jhr. Charles Ruijs de Beerenbrouck (1873-1936), Nederlands politicus
- Ruysdaellaan – Jacob Isaacksz. van Ruisdael (ca. 1628-1682), Nederlands landschapschilder

### S
- Saba – Saba, eiland dat behoort tot de Bovenwindse Eilanden van de Kleine Antillen. Vormt sinds 2010 bestuurlijk als Caribisch openbaar lichaam een bijzondere gemeente.
- Saffierstraat – Saffier, edelsteen. Het is een transparant korund.
- Saksenlaan – Saksen, confederatie van Germaanse stammen die zich tijdens de late Romeinse tijd en de vroege middeleeuwen op de Noord-Duitse Laagvlakte bevonden
- Salland – Salland, landstreek in het westen van Overijssel
- Saloméstraat – Salomé, opera in één akte van Richard Strauss uit 1905
- Salomonszegel – Salomonszegel, kruidachtige plant
- Sambastraat – Samba, Braziliaanse muzieksoort en dans
- Sarabandeplein – Sarabande, oude Mexicaanse dans
- Sartrestraat – Jean-Paul Sartre (1905-1980), Frans filosoof en schrijver van romans en toneelstukken.
- Saturnusstraat – Saturnus, een planeet binnen het zonnestelsel
- Scarlattilaan – Alessandro Scarlatti (1660-1725), Italiaans componist van Barokmuziek
- Schaapweg – Schaap, evenhoevig zoogdier, dat door de mens is gedomesticeerd uit de moeflon om onder andere wol te leveren[56]
- Schaepmanstraat – Herman Schaepman (1844 – 1903), Nederlands dichter en politicus
- Schapendoesweg – Schapendoes, van oorsprong uit Nederland afkomstige herdershond
- Schaperstraat –
- Scheerdersdonk – Scheerder, iemand die schapen scheert ter winning van hun wol
- Scheldestraat – Schelde, rivier die ontspringt in Gouy in Noord-Frankrijk en door België en het zuidwesten van Nederland naar de Noordzee stroomt
- Schelfhouthof –
- Schepenenveld – Schepenen, openbaar bestuurder op plaatselijk niveau in de middeleeuwen
- Scheperweg –
- Schermbloem – Schermbloem, familie van bedektzadige planten, meestal aromatische met holle stengels.
- Schiestraat – Schie, naam die voor vier waterlopen in de omgeving van het Nederlandse Overschie wordt gebruikt. Onderscheiden worden de Delfshavense Schie, de Delftse Schie, de Rotterdamse Schie en de Schiedamse Schie
- Schimmelpenninckstraat – Schimmelpenninck, Nederlands geslacht dat oorspronkelijk uit de stad Zutphen komt en waarvan een tak sinds 1834 tot de Nederlandse adel behoort en een andere in 1910 werd opgenomen in het Nederland's Patriciaat.[57][58]
- Schoolstraat – Waar vroeger de 2e Christelijke school was gevestigd.
- Schoonbroeksweg – Deze straat is genoemd naar het middeleeuwse huis "Sconenbroke" [59]
- Schopenhauerstraat – Arthur Schopenhauer (1788-1860), Duits filosoof
- Schorpioenstraat – Schorpioen, orde van geleedpotige dieren die behoren tot de klasse spinachtigen
- Schoterweg –
- Schotweg –
- Schoutenveld – Schout, middeleeuws ambtenaar belast met bestuurlijke en gerechtelijke taken en het handhaven van de openbare orde
- Schrijnwerkershorst – Schrijnwerker of meubelmaker, ambachtsman die meubelen vervaardigt
- Schubertlaan – Franz Schubert (1797-1828), Oostenrijks componist[60]
- Schubertplein – Franz Schubert (1797-1828), Oostenrijks componist[60]
- Schumanpark –
- Schuttersweg –
- Schuylenhof –
- Schwerinlaan – Schwerin, stad in Noord-Duitsland
- Sebastiaanplein –
- Seinbrugstraat – Seinbrug, portaalconstructie over het spoor waaraan seinborden opgehangen zijn
- Senecastraat – Lucius Annaeus Seneca (± 4 v.Chr.-65 n.Chr.), Romeins schrijver en stoïcijns filosoof
- Seradellaweg –
- Serenadestraat – serenade, vocaal of instrumentaal muziekstuk, dat in de 16e eeuw ontstond als een muzikale groet aan een geliefde
- Seringenlaan – Sering, plant uit de olijffamilie
- Siegfriedstraat – Siegfried, opera van Richard Wagner die wordt opgevoerd op de tweede dag van Wagners tetralogie Der Ring des Nibelungen, die bestaat uit een vooravond Das Rheingold en drie dagen, respectievelijk Die Walküre, Siegfried en Götterdämmerung
- Sint Eustatius – Sint Eustatius, eiland dat behoort tot de Bovenwindse Eilanden van de Kleine Antillen. Vormt sinds 2010 bestuurlijk als Caribisch openbaar lichaam een bijzondere gemeente.
- Sint Maarten – Sint Maarten, eiland dat behoort tot de Bovenwindse Eilanden van de Kleine Antillen. Het is een land binnen het Koninkrijk der Nederlanden.
- Sleutelbloemstraat – Sleutelbloem, plantengeslacht
- Sluijtersstraat – Jan Sluijters (1881-1957), Nederlands kunstschilder
- Sluisoordlaan –
- Sluiswachtershoeve – Sluiswachter, persoon die een schutsluis bedient
- 2e Sluisweg –
- Smaragdstraat – Smaragd, edelsteen, variëteit van beril en geldt als de edelste steen uit de berilgroep
- Smeltersdonk –
- Snelliusstraat – Snellius, Latijnse naam van Willebrord Snel van Royen (1580-1626), Nederlands wis- en natuurkundige, humanist, taalkundige en astronoom
- Snijdersplaats –
- Snipweg – Snip, geslacht van vogels uit de familie Strandlopers en snippen
- Socratesstraat – Socrates (ca. 470-399 v.Chr.), klassiek Grieks Atheense filosoof
- Soerenseweg – Weg naar Hoog Soeren
- Soldeniersveld – Soldenier, huursoldaat in de middeleeuwen
- Sonatestraat – Sonate, muziekstuk met meestal een vaste opbouw uit meerdere delen (meestal 3 of 4)
- Sophialaan – Sophie van Wurtemberg (1818-1877), eerste echtgenote van koning Willem III en koningin der Nederlanden en groothertogin van Luxemburg van 17 maart 1849 tot haar overlijden[61]
- Sophiaplein – Sophie van Wurtemberg (1818-1877), eerste echtgenote van koning Willem III en koningin der Nederlanden en groothertogin van Luxemburg van 17 maart 1849 tot haar overlijden[61]
- Spadelaan – Spade, gereedschap dat gebruikt wordt bij graafwerk en bij het spitten van grond.
- Spainkhof –
- Sparrenlaan – Spar, naaldbomengeslacht uit de dennenfamilie
- Spechtweg – Specht, familie van kleine tot middelgrote, robuuste vogels met scherpe snavels
- Sperwerlaan – Sperwer, kleine, snelle roofvogel uit de familie van de havikachtigen
- Spinelstraat –
- Spinnersdonk – Spinner, iemand die losse vezels van materialen als wol, vlas en katoen verwerkt tot bruikbare draden (spinnen)
- Spoorbrughof –
- Spoorbrugweg –
- Spoorstraat – Parallel aan de spoorweg aangelegde straat
- Sportlaan – Weg richting de sportvelden op de Zandweerd
- Spreeuwenweg – Spreeuw, zangvogel uit de familie van de spreeuwachtigen
- Sprengenparklaan – spreng, een door mensen gegraven of verlegde beek
- Sprengenweg – idem
- Sprenkelaarshof –
- Staalweg – Staal, legering bestaand uit ijzer en koolstof
- Stadhoudersmolenweg –
- Stadskade –
- Stargardlaan – Stargard, stad in Polen. Was tot 1945 Duits.
- Staringlaan – A.C.W. Staring (1767-1840), heer van de Wildenborch, was een Nederlandse landheer, landbouwkundige en dichter[62]
- Stationsdwarsstraat – Zijstraat van de Stationsstraat
- Stationsplein – Plein aan de voorzijde van het spoorwegstation
- Stationsstraat – Straat naar het spoorwegstation
- Steenbokstraat – Steenbok, sterrenbeeld aan de zuidelijke hemelkoepel
- Steenhouwersdonk – Steenhouwer, handwerksman die natuursteen met hamer en beitel bewerkt in een steenhouwerij, of werkzaam is in de restauratie van voorwerpen die zijn vervaardigd uit natuursteen
- Stephensonstraat – George Stephenson (1781-1848), Brits uitvinder, bekend van de eerste praktisch toepasbare locomotief.
- Sterrenlaan – Ster, bolvormig hemellichaam bestaande uit lichtgevend plasma
- Stolberglaan – Stolberg, graafschap binnen het Heilige Roomse Rijk behorend tot de Opper-Saksische Kreits
- Stoomwezenstraat – Dienst voor het Stoomwezen, in 1855 opgericht instituut dat periodieke keuringen uitvoerde aan ketels en machines. In 1994 is het Stoomwezen geprivatiseerd. Tegenwoordig houdt het zich bezig met het opstellen van regels voor de controle van de veiligheid van drukapparatuur. Traditioneel waren dat vooral stoomketels, maar tegenwoordig vallen hieronder ook andere zaken, zoals gastanks.
- Straatmakershoeve – Stratenmaker, vakman die straten, erven, stoepen en pleinen aanlegt.
- Strausslaan – Strauss, Oostenrijkse componistenfamilie (Johann sr. (1804-1849), Johann jr. (1825-1899), Josef (1827-1870) en Eduard (1835-1916)
- Sumatralaan – Sumatra, eiland dat behoort tot Indonesië
- Surinameweg – Suriname, republiek aan de noordoostkust van Zuid-Amerika. Suriname was van 1667 tot 1954 een Nederlandse kolonie.
- Sutton – Sutton in het Verenigd Koninkrijk was een partnerstad van Apeldoorn.
- Sweelincklaan – Jan Pieterszoon Sweelinck (1562-1621), Nederlands componist
- Swiftstraat –
- Symfoniestraat – Symfonie, drie- of vierdelig muziekstuk dat door een aantal instrumenten tegelijk wordt gespeeld.

### T
- Talingweg – Taling, eendensoort die diverse kleine eenden omvat.
- Talmastraat – Aritius Sybrandus Talma (1864-1916), Nederlands dominee en politicus
- Tangostraat – Tango, muziekgenre uit Zuid-Amerika, met name Argentinië. De muziek is nauw verbonden met de gelijknamige dans. Vaak is de muziek instrumentaal.
- Tannhäuserstraat – Tannhäuser, romantische opera in drie aktes van Richard Wagner
- Tenderlaan – Tender, aanhangwagen achter een stoomlocomotief waarin brandstof (meestal kolen) en water worden vervoerd. In het geval van een op olie gestookte stoomlocomotief neemt de tender alleen stookolie mee.
- Termaaden –
- Terwoldseweg – Weg van Apeldoorn naar Terwolde
- Tesselschadelaan – Maria Tesselschade (1594-1649), kunstenaar en inspirator van de Muiderkring
- Teunisbloem – Teunisbloem, plantengeslacht
- Texandrilaan – Texandri, West-Germaanse stam die zich in de eerste eeuwen na het begin van de jaartelling in het huidige Noord-Brabant (Nederland) en Antwerpen (Vlaanderen) had gevestigd.
- Textielweg – Textiel, letterlijk "al wat geweven is".
- Thalesstraat – Thales van Milete, (ca. 624 v.Chr.-545 v.Chr.), presocratische filosoof, en een van de Zeven Wijzen.
- Thalliumstraat – Thallium, scheikundig element met symbool Tl en atoomnummer 81. Het is een zilverwit hoofdgroepmetaal.
- Thomas Van Aquinostraat – Thomas van Aquino (1225-1274), Italiaans filosoof en theoloog, die tot de scholastici gerekend wordt
- Thorbeckestraat – Johan Rudolph Thorbecke (1798-1872), Nederlands staatsman
- Tichelaarsdonk – Tichelaar, iemand die dakpannen- of bakstenen bakt in een steenbakkerij of tichelarij
- Tienwoningenweg –
- Timorlaan – Tiimor: eiland in het zuiden van de Indische archipel
- Tingietersdonk – Tingieter, ambachtsman die voorwerpen maakt van tin door een gesmolten tinlegering in een mal te gieten
- Tinweg – Tin, scheikundig element met symbool Sn (Latijn: stannum) en atoomnummer 50. Het is een zilvergrijs hoofdgroepmetaal.
- Titaniumstraat – Titanium, scheikundig element met symbool Ti en atoomnummer 22. Het is een grijs metallisch overgangsmetaal.
- Tjonger – Tjonger, riviertje dat van zuidoost naar het zuiden van de provincie Friesland loopt.
- Toermalijnstraat – Toermalijn, groep van mineralen, alle cyclosilicaten. Verschillende variëteiten worden gebruikt als edelsteen.
- Tomatenlaan – Tomaat, vrucht van de tomatenplant. De populaire vrucht is culinair gezien een groente.
- Tooropstraat – Jan Toorop (1858-1928), Nederlands beeldend kunstenaar
- Top Naeffstraat – Anthonetta ('Top') Naeff, (1878-1953), Nederlands schrijfster, vertaalster, toneelschrijfster en toneelcritica.
- Topaasstraat – Topaas, mineraal dat als edelsteen wordt gebruikt. Het is een hydroxy- en fluor-houdend aluminium-nesosilicaat.
- Torenstraat –
- Tormentilstraat – Tormentil, plant uit de rozenfamilie
- Torricellistraat – Evangelista Torricelli (1608-1647), Italiaans wis- en natuurkundige die vooral bekend is door zijn ontdekking van het vacuüm en de barometer.
- Toscastraat – Tosca, opera geschreven door Giacomo Puccini
- Touwslagershorst – Touwslager, ambachtsman die garens, vroeger meestal van hennep, tot touw verwerkt.
- Transformatorhof – Transformator, statisch – d.w.z. zonder bewegende onderdelen – elektrisch apparaat, bestaande uit magnetisch gekoppelde spoelen
- Traviatastraat – La traviata, opera in drie bedrijven van Giuseppe Verdi
- Trekweg –
- Treubstraat – Willem Treub, (1858-1931), Nederlands econoom, politicus en hoogleraar
- Treverilaan – Treveri, Germaanse of Keltische stam die het gebied rond de huidige stad Trier bewoonde
- Troelstrastraat – Pieter Jelles Troelstra (1860-1930), Nederlands politicus
- Trommelaarshoeve – Trommelaar, iemand die op een trommel slaat met een bepaalde functie. In de middeleeuwen werd de trommelslager gebruikt om tijdens de marsen van de legers het tempo aan te geven.
- Trompstraat – Maarten Harpertszoon Tromp (1598-1653), Nederlands zeevaarder en luitenant-admiraal in de Nederlandse marine. Tromp geniet faam als bekend zeeheld in de Nederlandse geschiedenis
- Troubadourstraat – Troubadour, middeleeuwse kunstenaar, vooral begaafd als muzikant-dichter
- Tubantenlaan – Tubanten, rond het begin van de christelijke jaartelling een Germaanse stam, waravan aangenomen wordt zij in het huidige Oost-Nederland gevestigd waren, en dat de naam Twente een afgeleide vorm is
- Tuindwarsstraat – Zijstraat van de Tuinstraat
- Tuinmansdwarslaan – Zijstraat van de Tuinmansstraat
- Tuinmanslaan – Tuinman, iemand die zich met het aanleggen en onderhouden van tuinen en andere groenobjecten bezighoudt
- Tuinstraat – Tuin, begrensd stuk grond waarop gewassen worden geplant of verbouwd.
- Tulpenlaan – Tulp, geslacht van eenzaadlobbige planten uit de Leliefamilie
- Tungrilaan – Tungri, Germaanse volksstam uit de oudheid in Gallia Belgica, die zich na het (gedeeltelijk) uitmoorden van de Eburonen door Julius Caesar vestigden rond het huidige Tongeren, het vroegere woongebied van de Eburonen.
- Turandotstraat – Turandot, Italiaanse opera van Giacomo Puccini, door hem bij zijn dood in 1924 onvoltooid achtergelaten en in 1926 voltooid door Franco Alfano
- Turfstekershoeve – Turfsteker, iemand die in veengebieden de veenlaag verwijdert. De hierbij gewonnen turf werd doorgaans gebruikt als brandstof.
- Tussen de Eiken –
- Tutein Noltheniuslaan – Tutein Nolthenius, Nederlandse familie die predikanten, militairen en bestuurders voortbracht
- Tweelingenlaan – Tweelingen, sterrenbeeld aan de noordelijke hemel
- Twijndersdonk – Twijnder, iemand die met een spintol of spinnewiel meerdere enkelvoudige draadjes om elkaar heen draait (twijnen)

### U
- Ugchelseweg – Weg naar Ugchelen
- Uilenweg – Uilen, familie van nachtactieve vogels uit de orde der uilen
- Uraniumweg – Uranium, scheikundig element met symbool U en atoomnummer 92. Het is een metallisch grijs actinide.

### V
- Vaartse Rijn – Vaartse Rijn, naam van twee korte kanalen in respectievelijk Utrecht en Vreeswijk, Nieuwegein, in de Nederlandse provincie Utrecht
- Valeriuslaan – Adriaen Valerius (ca. 1570-1625), Nederlands tekstdichter en componist
- Valetastraat – Valeta of Veleta, oud-Nederlandse volksdans
- Valkenberglaan – Valkenberg, heuvel op de Veluwe die valkeniers gebruikten voor de valkenjacht. Heette voorheen de Galgenbergweg, omdat er op de heuvel vroeger twee galgen stonden.[63]
- Valkeniersdonk – Valkenier, iemand die de valkerij beoefent, het vangen en africhten van valken ten behoeve van de jacht.
- Valkenweg – Valk, geslacht van roofvogels in de familie valkachtigen
- Van Aelstlaan – Van Aelst, Nederlandse familie die belangrijk was voor de papierindustrie in en rond Apeldoorn. In 1618 waren Lodewijk en Andries van Aelst pachters van de kopermolen op de Grift.[3]
- Van Brerostraat – Alexander van Brero (1873-1966)[12], Nederlands industrieel, samen met Klaas de Haas (1869-1928)[11] eigenaar van de zeepfabriek "De Haas en Van Brero" (later N.V. Zeepfabrieken) die zich in 1908 aan de Waterloseweg in Apeldoorn vestigde.[13]
- Van der Duyn van Maesdamstraat – Van der Duin van Maasdam is een Nederlands oud-adellijk geslacht waarvan leden vanaf 1814 gingen behoren tot de moderne Nederlandse adel. De tak is in 1969 is uitgestorven. Het bekendste lid is Frans Adam van der Duyn van Maasdam (1771-1848), politicus.
- Van der Houven van Oordtlaan – Hendrik Christiaan van der Houven van Oordt (1837-1901), Nederlands landbouwkundige, grondbezitter, steenfabrikant en bestuurder. Mede door hem is Apeldoorn vanaf de jaren 1890 sterk gegroeid en is ook de ontwikkeling van de villaparken en de omgeving van de Stationsstraat in gang gezet. Van 1886 tot 1892 was hij eigenaar van Landgoed "De Vlijt", later "Marialust" geheten.[64] Straat heette tot 1900 Zuiderparklaan.[3][65]
- Van de Spiegelstraat – Laurens Pieter van de Spiegel (1737-1800), raadpensionaris van Zeeland (1785-1788) en van Holland (1788-1795)
- Van Galenstraat – Jan van Galen (ca. 1604-1653), vlootvoogd van de Republiek der Zeven Verenigde Nederlanden
- Van Goghstraat – Vincent van Gogh (1853-1890), Nederlands kunstschilder
- Van Haeftenpark – Generaal-majoor (titulair) Gerard Antonius van Haeften (1862-1934), initiatiefnemer van het Depot der Koninklijke Marechaussee waarvoor de kazerne die hier stond in 1910 werd gebouwd. In 1948 kreeg de kazerne de naam Van Haeftenkazerne. In 1992 verlieten de laatste militairen de kazerne die leeg kwam te staan. De gemeente Apeldoorn kocht het complex in 1997, om het vervolgens door te verkopen aan een projectontwikkelaar. Sloop volgde voor het grootste deel van de bebouwing en het Van Haeftenpark werd gerealiseerd.[66][67]
- Van Haersma De Withlaan – Jhr. mr. Jan Hendrik van Haersma de With (1852-1900), kantonrechter en jagermeester van HM Koningin Wilhelmina voor Gelderland. Van 1892 tot 1916 ( was hij eigenaar van Landgoed "De Vlijt", later "Marialust" geheten. Zijn weduwe schonk gemeente Apeldoorn in 1902 een deel van het landgoed waaruit het Prinsenpark is ontstaan.[3][65][68][69]
- Van Hallstraat – Van Hall is een Nederlands geslacht, afkomstig uit Gelderland. Een bekend lid is Floris Adriaan van Hall (1791-1866), politicus
- Van Hogendorpstraat – Van Hogendorp is een Nederlands geslacht dat sinds 1814 tot de Nederlandse adel behoort. Een bekend lid is Gijsbert Karel van Hogendorp (1762-1834), politicus
- Van Houtenstraat – Samuel van Houten (1837-1930), politicus
- Van Huutstraat – Villa Van Huut, aan het Oranjepark gelegen villa gebouwd in 1900 (Kerklaan 25). Deze straat heette tot 1934 Binnenweg.[3][70]
- Van Isendoornlaan –
- Van Kinsbergenstraat – Jan Hendrik van Kinsbergen (1735-1819), Nederlandse zeeofficier, auteur en filantroop
- Van Miereveltstraat – Michiel van Mierevelt (1566-1641), Nederlands portretschilders
- Van Oldenbarneveltstraat – Johan van Oldenbarnevelt (1547-1619), raadpensionaris van de Staten van Holland tijdens de Tachtigjarige Oorlog
- Van Ostadelaan – Adriaen van Ostade (1610-1685), Nederlands kunstschilder
- Van Roekelweg –
- Van Slingelandtstraat – Simon van Slingelandt (1664-1736), raadpensionaris van Holland van 1727 tot zijn dood in 1736
- Van Solmsstraat – Amalia van Solms (1602-1675), gravin van Braunfels, echtgenote van prins Frederik Hendrik van Oranje
- Vechtstraat – Vecht, rivier in Overijssel
- Vedelaarshoeve – Vedelaar, iemand die de vedel, een ouderwets strijkinstrument en een voorloper van de viool, bespeelt
- Veenhuizerweg –
- Veenweg – Weg door het veengebied buiten de stad
- Veldhuisstraat –
- Venkelstraat – Venkel, plant uit de schermbloemenfamilie. Het is een naar anijs smakende plant waarvan de venkelknol als groente wordt gebruikt, de draadvormige vertakkingen van de bladeren als kruid en de zaden als specerij.
- Venuslaan – Venus, vanaf de zon gezien de tweede planeet van het zonnestelsel
- Verdiplein – Giuseppe Verdi (1813-1901), Italiaans componist
- Verzetsstrijderspark – Verzetsstrijder, lid van het Nederlands verzet in de Tweede Wereldoorlog.[3]
- Vesaliusstraat – Andreas Vesalius, gelatiniseerde naam van Andries van Wesele (1514-1564), Brabants arts en anatoom. Hij was een van de grondleggers van de anatomie
- Vestalaan – Vesta, Romeinse godin van het haardvuur, van de huiselijke haard en (vandaar afgeleid) ook van de eendracht en de veiligheid in de staat
- Vijfspronglaan –
- Vijverlaan – Laan naar de vijver in het Prinsenpark[3]
- Viltmakersdonk – Viltmaker, iemand die vilt maakt van gekaarde wol.
- Vinkenlaan – Vink, zangvogel in de familie vinkachtige
- Violierenplein – Violier, familie van verschillende plantensoorten, zoals: zomerviolier, avondviolier, zeeviolier en waterviolier.[10][17]
- Vissenstraat – Vissen, sterrenbeeld liggende aan de hemelevenaar
- Vliegenzwam – Vliegenzwam, geslacht van paddenstoelen, behorend tot de orde van Plaatjeszwammen
- Vliegerlaan –
- Vlierbessenlaan – Vlierbes of Gewone vlier, geslacht van snelgroeiende heesters of kleine bomen. In de lente dragen ze tuilen van witte of crèmekleurige bloemen, gevolgd door kleine rode, blauwachtige of zwarte vruchten.
- Vlietweg – Vliet, oudnederlands voor een watergang. Vliet kan verwijzen naar een aantal waterlopen.
- Vlijtsekade –
- Vlijtseweg –
- Vliststraat – Vlist, rivier in Zuid-Holland
- Voermansdreef – Voerman, iemand die een aanspanning (paard en wagen) bestuurt
- Vogelplein –
- Vogelvlucht –
- Voldersdreef – Volder of voller, ambachtsman in de lakennijverheid. Het vollen van de geweven of gebreide wollen stof, en soms ook dat van leder was een onderdeel van de kledingfabricage. Bij het vollen wordt een wollen stof ca. 10−20% kleiner in omvang, maar ook dikker.
- Voltairestraat – Voltaire, pseudoniem van François-Marie Arouet (1694-1778), Frans schrijver, essayist, filosoof en vrijdenker
- Voltastraat – Alessandro Volta, Italiaans natuurkundige, ontdekker van de batterij en naamgever van de eenheid volt
- Vonderlaan –
- Voorlandseweg –
- Vorstenhof –
- Vosselmanstraat – naar de boerderij van de fam. Vosselman die op deze plek gevestigd was.
- Vossenbeshof – Vossenbes of  rode bosbes, plant uit de heidefamilie
- Vossenweg – Vos, roofdier in de familie hondachtigen
- Vosweide –
- Vulcanusstraat – Vulcanus, figuur uit de Romeinse mythologie. Hij was een zoon van Jupiter en Juno en de man van Venus en is de Romeinse god van het vuur, de edelsmeden, smeden en de vulkanen.
- Vuurbloem –
- Vuurvlinder – Vuurvlinder, vlinder uit de familie kleine pages, vuurvlinders en blauwtjes

### W
- Waagmeestershoeve – Waagmeester, hoofd van de beëdigde wegers, vaak werkzaam in een waag
- Waalstraat – Waal, rivier in Nederland
- Wagenstraat – Wagen of wagon, niet-aangedreven railvoertuig
- Waldeck-Pyrmontstraat – Emma van Waldeck-Pyrmont (1858-1934), tweede echtgenote van koning Willem III der Nederlanden en koningin-regentes der Nederlanden van 1890 tot 1898
- Waleweingaarde – Walewein, een van de ridders van de Ronde Tafel. Hij is een neef van koning Arthur.
- Waltersingel –
- Wantsnijdershoeve – Wantsnijder, kleinhandelaar in wollen stoffen, die de wol importeerde en verkocht op een (gehuurde) standplaats in een lakenhal (want = laken, dat onderscheiden wordt in linnen, wollen en zijden want).
- Wapenrustlaan –
- Warenargaarde – Warenar, blijspel in vijf bedrijven van P.C. Hooft en Samuel Coster, geschreven in 1617.[71]
- Waterlei –
- Waterloseweg –
- Watermanstraat – Waterman, sterrenbeeld aan de hemelequator
- Weberlaan –
- Weegbree – Weegbree, plant
- Weegschaalstraat – Weegschaal, sterrenbeeld aan de hemelequator
- Weidestraat –
- Weimarstraat –
- Welgelegenlaan – Welgelegen, landgoed dat hier lag
- Welgelegenweg – idem
- Wendenlaan – Wenden (Mecklenburg) een historisch leen in Mecklenburg, in de omgeving van het tegenwoordige Werle
- Wenumse Veldweg –
- Westenenkerpark – Westenenk[72]
- Westenenkerweg – Westenenk[72]
- Westenenkerzijweg – Zijweg van de Westenenkerweg
- Westerlaan – naar de windrichting West. Abusievelijk werd aangenomen dat "Oosterlaan", de eerste laan in deze buurt genoemd was naar de windrichting Oost: dat was niet zo: deze straat werd genoemd naar dhr. Ooster.
- Westerzande –
- Westkreek –
- Weverstraat –
- Wielewaalweg – Wielewaal, zangvogel
- Wielingen – Wielingen, water in Zeeland
- Wiepkingstraat – Wiepking, Apeldoornse familie van schippers en transporteurs.[73]
- Wijnruitstraat –
- Wikkeweg –
- Wildernislaan –
- Wilhelm Tellstraat – Wilhelm Tell, opera van Gioacchino Rossini over een legendarische vrijheidsheld die aan het begin van de 14e eeuw zou hebben geleefd in Zwitserland
- Wilhelmina Druckerstraat – Wilhelmina Drucker (1847-1925), politica, feministe, schrijfster en vredesactiviste
- Wilhelminapark – Wilhelmina der Nederlanden (1880-1962), Koningin der Nederlanden van 23 november 1890 tot 4 september 1948.[3][36]
- Wilhelminaweg –  genoemd naar de echtgenote van de kweker die de grond voor deze weg aan de gemeente verkocht. Verwarring met Wilhelmina der Nederlanden ligt voor de hand. Tijdens de Tweede Wereldoorlog overkwam dit ook de Duitse bezetter. Ze eisten dat alle vernoemingen naar nog levende leden van het Oranjehuis moesten veranderen. Daarom heette deze weg toen "Asterweg". Na de Tweede Wereldoorlog veranderde de naam terug naar Wilhelminaweg.
- Wilmersdorf – Wilmersdorf, wijk in het Berlijnse district Charlottenburg-Wilmersdorf (Duitsland). Vroeger een aparte stad.
- Wim Helderlaan[74] – schilder, tekenaar, fotograaf die in
- Winkewijertlaan – De Winkewijert, voormalige papiermolen[75]
- Wissellaan – Wissel, constructie in een spoorweg om een trein, metro of tram naar een ander spoor te leiden.
- Wolframstraat – Wolfram of Wolfraam, scheikundig element met symbool W en atoomnummer 74. Het is een grijswit overgangsmetaal.
- Wolvenbos –
- Wolweg – Wol, de zachte, dunne haren van de vacht van bv. schapen
- Wolwevershorst – Wolwever, iemand die groepen wollen draden tot textiel weeft.
- 1e Wormenseweg – Wormingen/Wormen/Wornum, marke en buurtschap gelegen tussen de marken Orden en Woudhuis, dat verdween door de uitbreiding van Apeldoorn (Apeldoorn-Zuid en De Maten)
- 2e Wormenseweg – idem
- Woudhuizerallee – Woudhuis, voormalige marke die hier lag.
- Woudhuizermark – Woudhuis, voormalige marke die hier lag.
- Woudhuizerweg – Woudhuis, voormalige marke die hier lag.
- Wulpenlaan – Wulp, vogel uit de familie van de strandlopers en snippen

### Z
- Zadelmakersdonk – maker van zadels
- Zanderijweg –
- Zandloperweg –
- Zenostraat –
- Zevenhuizenseweg –
- Zichtweg[76] – naar de zicht: gereedschap voor het maaien van graan.
- Zilverschoon – Zilverschoon: plant uit de rozenfamilie.
- Zilversmidshoeve – Zilversmid, ambachtsman of -vrouw die is gespecialiseerd in het bewerken van edelmetaal. Ook wel edelsmid genoemd.
- Zilverweg – Zilver, scheikundig element met symbool Ag en atoomnummer 47. Het is een wit overgangsmetaal.
- Zinkweg – Zink, scheikundig element met symbool Zn en atoomnummer 30. Het is een blauw/wit overgangsmetaal.
- Zonnedauw – Zonnedauw: geslacht van vleesetende planten
- Zonnehoeve –
- Zonnewende – Zonnewende, waarbij de zon, gezien vanaf de aarde, haar noordelijkste of zuidelijkste positie bereikt
- Zuidbroeksweg –
- Zuiderhoogte –
- Zuiderkerkplein –noorder
- Zuiderlaan –naar de windrichting Zuid. Abusievelijk werd aangenomen dat "Oosterlaan", de eerste laan in deze buurt genoemd was naar de windrichting Oost: dat was niet zo: deze straat werd genoemd naar Dhr. Ooster.
- Zutphensestraat – Laan richting Zutphen
- Zwaansprengweg – Zwaanspreng, een door mensen gegraven of verlegde beek (spreng)
- Zwaardvegersveld – Zwaardveger, wapensmid die zich toegelegde op de vervaardiging van zwaarden, dolken en hellebaarden, en ook helmen, maliënkolders en harnassen
- Zwaluwweg – Zwaluwen, familie uit de orde van zangvogels.
- Zwanenweg – Zwanen, grootste watervogels uit de onderfamilie zwanen en ganzen[77]
- Zwarte Kijkerweg –
- Zwarteweg –
- Zwolse Binnenweg – Weg richting Zwolle
- Zwolseweg – Weg richting Zwolle

## Straten in Beekbergen

### A-F
- Achterste Kerkweg –
- Amerikaweg –
- Arnhemseweg – Weg richting Arnhem
- Atalanta – Atalanta, vlinder
- Berg en Dalweg –
- Bosjeslaan –
- Brandrijsweg –
- Bruggelerweg –
- De Els –
- De Hoeven – Katerstede “De Hoeve”, die stond waar nu Veenhuisweg 62 is.[78]
- De Kaap –
- Dokter Ponthof –
- Dominee Van Krevelenweg –
- Dorpstraat –
- Engeland – Engeland, buurtschap bij Beekbergen
- Engelanderholt – Engelanderholt, voormalige marke die hier lag.
- Engelanderkamp – Engeland, buurtschap bij Beekbergen
- Engelanderweg – Engeland, buurtschap bij Beekbergen
- Evert Jan Boksweg –
- Freule Hartsenplein –

### G-L
- Groot Panorama –
- Hagenweg –
- Hansengraaf –
- Heideroosweg –
- Henk Vulinkweg –
- Henrick Minnekenweg –
- Herman Coertsweg –
- Het Witte Veen –
- Hietveldweg –
- Hoge Bergweg –
- Hogelandseweg –
- Holleweg –
- Hulhorstweg –
- Hulleweg –
- Immenbergweg –
- J.A. Van Bumaweg –
- Juffrouw Oosterweg –
- Kaapbergweg –
- Keizersmantel –
- Kerk-Allee –
- Kerkeveld –
- Kerkweg – Weg richting de kerk
- Klein Canada –
- Klein Paradijs –
- Konijnenkamp –
- Koningspage – Koningspage, vlinder uit de familie van de pages
- Koningsweg –
- Kruisweg –
- Kuiltjesweg –
- Lage Bergweg –
- Libellestraat – Libellen, insectenorde waartoe de onderordes echte libellen en juffers behoren.
- Lierderdrift –
- Loenenseweg – Weg richting Loenen

### M-S
- Meester van der Kampweg –
- Notaris Feithpad –
- Oude Apeldoornseweg – Oude weg naar Apeldoorn
- Oude Arnhemseweg –
- Papenberg –
- Reeënbergweg –
- Ruggeweg –
- Ruitersmolenweg –
- Schalterbergweg –
- Schalterdalweg –
- Solleweg –
- Spelderholt –
- Spoekweg –
- Stichtingsweg –
- Stoppelbergweg –

### T-Z
- Tullekensbocht –
- Tullekensmolenweg –
- Van Limburg Stirumweg – Van Limburg Stirum, van oorsprong Duits geslacht dat behoort tot de Nederlandse, Belgische en historische Duitse adel
- Van Schaffelaarweg –
- Veldhofweg –
- Vlinderstraat – Vlinders, orde van gevleugelde insecten
- Voorste Kerkweg –
- Waterjufferstraat – Waterjuffers, een familie van libellen
- Wipselbergweg –
- Wolterbeeklaan –
- Zomeroord –
- Zonnegloren –
- Zwarte Bergweg –

## Straten inBeemte Broekland
- Achterbroek –
- Beemterweg – Weg naar Beemte
- Bellertstraat –
- Bloemenkamp –
- Broeklanderweg – Weg naar Broekland
- De Gaete –
- Deventerstraat – Weg naar Deventer
- Drostendijk –
- Goorland –
- Holhorstweg –
- Kanaal Noord –
- Kluinweg –
- Korenaar –
- Korlerweg –
- Kraaienjagersweg – kraaienjagersweg.nl
- Nieuwe Wetering –
- Oude Beemterweg – Oude weg naar Beemte
- Terwoldseweg – Weg naar Terwolde
- Vellertweg –
- Waterweg – Dijk bedoeld om water te keren in het moerassige gebied buiten de stad Deventer
- Werler –
- Zuidbroeksweg –

## Straten in Hoenderloo

### A-M
- Apeldoornseweg – Weg naar Apedoorn
- Arckelaan –
- Bijdamweg –
- Brinkenbergweg –
- Brouwersweg –
- De Krim –
- Delerweg –
- Delerwoud –
- Elisabethweg –
- Harskampweg – Weg naar Harskamp
- Heideveld –
- Heldringsweg –
- Kampheuvellaan –
- Koudebergweg –
- Krimweg –
- Laan van Eikenhof –
- Marten Van Wijheweg –
- Meester Gangelweg –
- Middenweg –
- Miggelenbergweg –

### N-Z
- Nijegaardeweg –
- Otterloseweg – Weg naar Otterlo
- Oude Arnhemseweg – Oude weg naar Arnhem
- Oudeweg –
- Paalbergweg –
- Parkweg –
- Plaggenstekersweg –
- Speldermarkweg –
- Veldheim –
- Weikamperweg –
- Wesselplantsoen –
- Woeste Hoefweg – Weg naar Woeste Hoeve

## Straten in Hoog Soeren
- Aardhuis –
- Alverschotenseweg –
- Amersfoortseweg – Weg naar Amersfoort
- Assel – Assel, gehucht in de gemeente Apeldoorn
- Asselsestraat – Weg naar Assel
- Asselseweg – Weg naar Assel
- Haslo –
- Hoog Buurlo – Hoog Buurlo, gehucht in de gemeente Apeldoorn
- Hoog Soeren – Hoog Soeren, dorp gelegen in de bosrijke streek de Veluwe
- Kampsteeg –
- Kootwijkerweg – Weg naar Kootwijk
- Molenweg – Weg naar de molen
- Pomphulweg – Pomphul, heuvel ten zuiden van Hoog Soeren[79]
- Soerenseweg – Weg naar Hoog Soeren
- Telefoonweg –

## Straten in Klarenbeek
Klarenbeek ligt deels in de gemeente Apeldoorn en deels in de gemeente Voorst. Voor de volledigheid zijn hier ook de straten in de gemeente Voorst vermeld. Deze zijn weergereven in grijs.

### A
- Achter de Molen  – Weg achter windkorenmolen De Hoop, de stellingmolen in Klarenbeek[80]

### B
- Bart Brouwerplein  –
- Biezematen –
- Blaarschoten – Blaterschaten/Blaarschoten, gebied nabij het Beekbergerwoud[81][82]
- Bosweg  –
- Boterbloem  – Boterbloem, geslacht van planten in de familie Ranunculaceae
- Brinkenweg –
- Broekstraat  – Weg over het Klarenbeekse broek, een laaggelegen gebied dat nat blijft door opwellend grondwater (kwel) en dat vooral als hooi- en grasland werd gebruikt
- Bruggekampsweg  –

### C
- Cederweg  – Ceder, geslacht van coniferen dat behoort bij de dennenfamilie
- Clabanusweg  – Klabanus, oude boerderij, op kadasterkaart uit 1832 ongeveer op de plek van het huidige adres Voorsterweg 287.[16] De naam Klabanus komt al in heel oude stukken voor, vermoedelijk heeft die boerderij er al eeuwen gestaan.[83] In het plaatselijk dialect betekent "klabanus" hetzelfde als "kanjer", een groot voorwerp.[84]

### D
- Dalkweg  – De Dalk, oude boerderij[85]
- De Altforst –
- De Dalk – De Dalk, oude boerderij[85]
- De Doorvaart –
- De Elizabeth Hoeve – De Elizabethhoeve, oude boerderij aan de Elsbosweg[86]
- De Kar  – genoemd naar Albert Karreman, die hier halverwege de 18e eeuw een herberg had. Wie er naartoe ging, ging naar 'de Kärre'.[16]
- De Rakhorst – De Ra(c)khorst, oude boerderij[86][87]
- De Somp – De Zomp, niet of nauwelijks toegankelijk gedeelte van het Beekbergerwoud[81]
- De Til – De Til, oude boerderij[85]
- De Welvaart –
- De Zweep – De Zweep, oude boerderij en herberg[81][85]
- Dennenweg  – Den, geslacht van naaldbomen in de dennenfamilie
- Dokter Blokplantsoen  –
- Duizendblad  – Duizendblad, plantengeslacht

### E
- Elsbos – Het Elsbos, ook wel Het Woud genoemd, plaatselijke naam voor het Beekbergerwoud, het laatste Nederlandse oerbos dat tussen 1869 en 1871 werd vernietigd doordat het werd ontgonnen voor landbouwgrond.[81][88]
- Elsbosweg – idem

### G
- Goorweg  – Goor, oud nederlands woord voor moeras of drassig laagland[16][89]

### H
- Hallseweg  – Weg naar Hall
- Hanekerweg –
- Heideparkweg  –
- Henkenburgweg  – Henkenburg, oude boerderij[86]
- Hessen-Allee – Oude handelsweg waarover in de 17e eeuw Duitse kooplieden uit Hessen reisden.[90]
- Hoofdweg  – Deel van Provinciale weg N789, en deel van de vroegere doorgaande route van Deventer via de Woeste Hoeve naar Arnhem.[16]
- Hooiland – Het Klarenbeekse Hooiland

### I
- Iemschoten – Imschaten/Iemschoten, gebied nabij het Beekbergerwoud waar imsplaggen[91] gestoken werden.[81][82]
- IJsseldijk – IJsseldijk, waterkering langs de IJssel. Meerdere erven in Wormingen[31] behoorden in de 17e eeuw aan de Proosdij van Deventer en hadden mede voor het onderhoud aan de IJsseldijk te zorgen.[14]:p25

### J
- J.R. Krepellaan  – Johannes Richard Krepel (oorspronkelijk Gröbell) (1793 - 1865), afkomstig uit Sankt Wolfgang im Salzkammergut (Oostenrijk). Liet de watermolen aan de Claren Beek in 1764 inrichten tot een pletterij van rood koper.[92][93][94] De kopermolen werd later omgebouwd tot een houtzaagmolen.[81]

### K
- Kanaal Zuid – Weg langs het Apeldoorns Kanaal, op de oostelijke oever. Bestaat sinds de aanleg van het kanaal in 1829
- Kerkweg  – Weg richting de R.K. kerk Onze Lieve Vrouwe ten Hemelopneming
- Klaproos  – Klaproos, een geslacht van bloeiende planten
- Klarenbeekseweg – Provinciale weg N789 van Eerbeek naar Klarenbeek. Deel van de vroegere doorgaande route van Deventer via de Woeste Hoeve naar Arnhem.[16]
- Klaverweg –
- Kleine Pimpernel – Kleine pimpernel, vaste plant uit de rozenfamilie
- Kleinedijk –
- Knypn-Steghe –
- Koperdijk  –
- Kopermolenweg  – De Kopermolen van Klarenbeek[95]
- Korenbloem – Korenbloem, eenjarige plant uit de composietenfamilie
- Korte Struikenveenweg  –
- Krabbenhoogte –
- Krommedijk –
- Kuipersdijk –
- Kuipersmaat –

### L
- Landweg  –
- Lariksweg  – Lariks, een geslacht van coniferen.
- Leigraaf – Leigraaf, letterlijk: geleide gegraven waterloop[81]
- Lokaalweg – Lokaal (kerkje) dat hier in 1662 gebouwd werd, waar godsdienstoefeningen gehouden werden en godsdienstonderwijs aan de jeugd gegeven werd.[81]

### M
- Molenweg  – Weg naar de windkorenmolen De Hoop, de stellingmolen in Klarenbeek[80]

### O
- Ooster Broeksweg – Oude weg over het Oosterbroek, een laaggelegen gebied dat nat blijft door opwellend grondwater (kwel) en dat vooral als hooi- en grasland werd gebruikt
- Oud Schuilenburg – Schuylenburgh, oude boerderij in de marke Wormingen. Later landhuis.[14]
- Oude Apeldoornseweg  – Oude weg naar Apeldoorn
- Oude Broekstraat  – Oude weg over het Klarenbeekse broek, een laaggelegen gebied dat nat blijft door opwellend grondwater (kwel) en dat vooral als hooi- en grasland werd gebruikt
- Oude Zutphenseweg  – De oude weg van Apeldoorn naar Zutphen[16]
- Oudhuizerstraat  –

### P
- Polveensweg  – Landgoed Het Polveen[86]
- Postweg  –

### R
- Ruigenhoek –

### S
- Scherpenberg –
- Sluinerweg  – De Sluiner, oude boerderij[86]
- Sparrenweg  –
- Struikenveenweg  – Struikjesveen, oude boerderij[86]

### T
- Traandijk –

### V
- Van Spreekenslaan – Familie Van Spreekens, landeigenaren[88]
- Veldweg –
- Verlengde Broekstraat  – Verlenging van de Broekstraat
- Vijverweg  –
- Vorstersweg  – genoemd naar boerderij "de Vorstert" (nu Zutphenseweg 46)[16][86]

### W
- Welvaartsdwarsweg – Zijweg van De Welvaart
- Weterschoten – Weterschaten/Weterschoten, gebied nabij het Beekbergerwoud[81][82]
- Wikkeweg –
- Woudweg – Beekbergerwoud, plaatselijk ook wel Het Woud of Het Elsbos genoemd, het laatste Nederlandse oerbos dat tussen 1869 en 1871 werd vernietigd doordat het werd ontgonnen voor landbouwgrond.[81][88]

### Z
- Zutphensestraat  – provinciale weg N345 van Zutphen naar Apeldoorn

## Straten in Lieren
- Achterste Kerkweg –
- De Brink –
- De Els –
- Het Haselt –
- Kalverwei –
- Kanaal Zuid – Weg langs het Apeldoorns Kanaal, bestaat sinds de aanleg van het kanaal in 1829
- Lage Haar –
- Lierdererf –
- Lierderstraat –
- Molenakker –
- Molenberg –
- Molenvaart –
- Nieuwe Voorweg –
- Pastoriestraat –
- Ruggeweg –
- Strooiselweg –
- Tullekensbocht –
- Tullekensmolenweg –
- Veldbrugweg –
- Voshuizen –
- Wippenpol –
- Wittekruisweg –
- Wolfskuilen –
- Zwarte Bergweg –

## Straten in Loenen

### A-H
- Beekbergerweg – Weg naar Beekbergen
- Bergakkerweg –
- Boterweg –
- Broeksweg –
- Bruisbeek –
- Burggraaf –
- Cornelis Hendrixstraat –
- Dalenk –
- De Kempe –
- De Laak –
- De Steek –
- De Wiekelaar –
- Deelsum –
- Derk Mulderweg –
- Droefakkers – Droefakker met een slechte opbrengst[96]:p62
- Eerbeeksedijk –
- Eerbeekseweg – Weg naar Eerbeek
- Engelenweg –
- Groenendaal – Groenendaal, gehucht en natuurgebied in de gemeente Apeldoorn
- Groenendaalseweg – Weg naar Groenendaal
- Grote Braakweg –
- Hackfortweg – Hackfort, geslacht en landhuis[78][97][98]
- Hameinde –
- Hattinkerf –
- Hendrick Berntsweg –
- Het Middenpad –
- Hoofdweg – Deel van Provinciale weg N789, en deel van de vroegere doorgaande route van Deventer via de Woeste Hoeve naar Arnhem.[16]
- Horstweg –

### I-Q
- Imbos –
- Imbosweg –
- Jan Goossenweg –
- Jouchum Sprinckmeijerweg –
- Kanaal Zuid – Weg langs het Apeldoorns Kanaal, bestaat sinds de aanleg van het kanaal in 1829
- Kieveen –
- Klarenbeekseweg – Provinciale weg N789 van Eerbeek naar Klarenbeek. Deel van de vroegere doorgaande route van Deventer via de Woeste Hoeve naar Arnhem.[16]
- Kleine Braakweg –
- Koedijk –
- Kostersweg –
- Langschoten –
- Leeuwenbergweg –
- Loenensemarkweg –
- Loener Schepersweg –
- Loenerdrift –
- Lona-park –
- Mei-Allee –
- Middenmarkweg –
- Molen-Allee –
- Molenbeek –

### R-Z
- Reuweg –
- Rutger Swarthoffweg –
- Slatsdijk –
- Turfhekke –
- Veldhuizen –
- Voorsterweg – Weg naar Voorst
- Vrijenbergweg –
- Watermolen –
- Wolff Gabriëlsweg –
- Zilvensebroekweg –

## Straten in Oosterhuizen
- Achterste Kerkweg –
- Het Oude Veen –
- Het Pompje –
- Kanaal Zuid – Weg langs het Apeldoorns Kanaal, bestaat sinds de aanleg van het kanaal in 1829
- Kattekuule –
- Molenberg –
- Wittekruisweg –
- Albaweg –
- Het Zand –
- Oosterhuizerspreng  – Oosterhuizerspreng, een door mensen gegraven of verlegde beek (spreng)
- Ruggeweg –
- Veendijk –
- Vinkenkamp –
- Wilmalaan –

## Straten in Radio Kootwijk
- Brummelkamer –
- Burelhul –[79]
- Gerritsflesweg – Weg naar Gerritsflesch
- Kootwijkse Paadje – Pad naar Kootwijk
- Radioweg – Weg naar voormalig zenderpark Radio Kootwijk
- Turfbergweg –

## Straten in Uddel

### A-H
- Aardhuis – Aardhuis, monument op het Kroondomein Het Loo op de Veluwe
- Aardhuisweg – Weg naar het Aardhuis
- Amersfoortseweg – Weg naar Amersfoort
- Binnenveldweg –
- Blekemeer –
- Broederijweg –
- Buurtweg –
- De Broekeld –
- De Grote Geezenhegge –
- De Hoge Duvel –
- De Kokshof –
- De Rieten –
- De Rode Zanden –
- De Zandsteeg –
- Einderweg –
- Elspeterweg – Weg naar Elspeet
- Enkweg – Weg over de enk
- Essenkamp –
- Garderensemolenweg – Weg naar de Garderense molen
- Garderenseveldweg – Weg over het Garderense veld
- Garderenseweg – Weg naar Garderen
- Grevenhout –
- Harderwijkerweg – Weg naar Harderwijk
- Heegderweg –
- Hennepstede –
- Het Drie – 't Drie, oude boerderij[99]
- Hofweg –
- Hullenkampweg –

### I-Q
- Jachthuisweg –
- Kampweg – Kamp, een door hagen en hakhout begrensde akker
- Kootwijkerweg – Weg naar Kootwijk
- Kruisseltseweg –
- Lageveldseweg –
- Lattenseweg –
- Markveldweg –
- Meervelderweg –
- Meester Boelenweg – meester Boelen, dorpsonderwijzer en oprichter van de Vereniging Uddels Belang in 1926 en betrokken bij de oprichting van andere plaatstelijke verenigingen.
- Noord Riezenweg –
- Oude Elspeterweg – Oude weg naar Elspeet
- Oudedijk –

### R-Z
- Rode weg –
- Schoolpad –
- Schotkamp –
- Soerensesteeg –
- Solsebergweg –
- Staverhul – Staverhul, heuvel bij/richting Staverden[79]
- 't Hof –
- 't Rechtewegje –
- Turfflesch –
- Turfweg –
- Uddelerveen –
- Uddelse Enk – Enk, hoog gelegen akker, te vinden op de zandgronden van Noord-, Oost-, Midden- en Zuid-Nederland en Vlaanderen
- Uddelsekampweg –
- Uttilochweg – Uttiloch, oude naam van Uddel, van een vermelding in 792, als de nederzetting Uttiloch
- Van Waalswijkweg – Meester Van Waal(s)wijk, in 1842 de eerste onderwijzer in Uddel[99]
- Veenkamp –
- Vossen –
- Zevenboomseweg –
- Zoerderhof –
- Zwarteweg –

## Straten in Ugchelen

### A-F
- Albert Schweitzerlaan – Albert Schweitzer (1875-1965), Frans-Duitse arts, lutherse theoloog, filosoof en musicus
- Altena –
- Angerenstein –
- Anna Reynvaanlaan – Anna Reynvaan (1844-1920), verpleegkundige
- Batenburg – Batenburg, een van de oudste steden van Gelderland
- Bazemolenweg – Molen Bazemolen[100]
- Bogaardslaan –
- Bonenburg –
- Bouwhofweg – Molen De Bouwhof, die even buiten de mark Ugchelen in de mark Wormen lag.[100][101]
- Brouwersmolenweg –
- Casimirlaan –
- David Goskerstraat – David Gosker (1879-1945), wethouder van Apeldoorn van 1923 tot 1940 en verzetsstrijder in de Tweede Wereldoorlog.[102][103][104][105]
- De Cloese – Kasteel de Cloese staat ten oosten van de stad Lochem in de Nederlandse provincie Gelderland. H
- De Oude Klarenbeek – Molen De Klarenbeek[100]
- De Parkelaar – De Parckelaer is een monumentaal landhuis in de Gelderse plaats Twello.
- De Traa –
- De Wierse – Kasteel De Wiersse is een rijksbeschermde historische buitenplaats met 48 complexonderdelen in Vorden in de gemeente Bronckhorst
- Den Bramel – Kasteel Den Bramel is een buitenplaats en voormalig kasteel ten westen van de weg Vorden-Almen i
- Derk Kamphuisweg –
- Doddendaal – Slot Doddendael ligt ten noordoosten van Ewijk in de Nederlandse provincie Gelderland.
- Dokter Piekemalaan – Frederik (Frits) Piekema, huisarts in Ugchelen van 1942 t/m 1964
- Doornenburg – Kasteel Doornenburg bij Arnhem
- Engelanderholt – Engelanderholt, voormalige marke die hier lag
- Essenburg – De Essenburg: Kasteel De Essenburgh is een kasteel en landgoed in de gemeente Harderwijk
- Evert Roelofsenlaan – Evert Roelofsen, eerste onderwijzer aan de school in Ugchelen, die in 1844 geopend werd[100]
- Evert van 't Landstraat – Evert van 't Land (1899–1945), groente- en fruitkweker en verzetsstrijder.[103][104][105][106]

### G-L
- G.P. Duuringlaan – Gilles Pieter Duuring (1907-1942), eerste huisarts in Ugchelen en verzetsstrijder. Tijdens de Tweede Wereldoorlog opgepakt en gefusilleerd. Straat heette eerst 'Koudhoornlaan'.[75]
- Gerrit Kroonstraat – Gerrit Kroon (1909-1945). Architect, engelandvaarder en geheim agent. Als dienstplichtig sergeant in mei 1940 ingedeeld bij 44 RI[107] in de Betuwe. Als marconist van het BBO in 1944 per parachute in Nederland geland. Gewond geraakt bij de landing en gearresteerd. Overleden in gevangenschap.[103][104][105][108]
- Gerrit Palmlaan – Gerrit Palm (1677-1839), papiermaker uit Vaassen. Was een van de grondleggers van modern papierverwerking in Ugchelen[109]
- Govert Steenstraat – Govert Steen (1917-1942), Engelandvaarder en jachtvlieger tijdens de Tweede Wereldoorlog [103][104][105]
- Grunsvoort – Voormalig kasteel in Renkum
- Hans Suijlingstraat – ir. Johannes Diederik (Hans) Suijling (1906–1944), ingenieur bij de PTT en verzetsstrijder[103][104][105]
- Harsselo –
- Hendrik Ouwejanstraat – Hendrik Ouwejan (1903–1945), hoofdagent van politie. Lid van de Ordedienst (OD) en lid van de leiding van de Binnenlandse Strijdkrachten (BS).[103][104][105][110]
- Het Herenhul – Het Herenhul, letterlijk: “De Herenheuvel”[79], gebied in het Engelanderholt, ten zuiden van Ugchelen. Hier werd voor het gehele kwartier van Veluwe in de openlucht het Gericht of de Klaring gehouden voor behandeling van zaken in Hoger Beroep.[100]
- Hoekelum – Hoekelum: kasteel en landgoed nabij Bennekom in de Nederlandse provincie Gelderland
- Hoenderloseweg – Weg naar Hoenderloo
- Hoog Buurloseweg – Weg naar Hoog Buurlo
- Hulkestein – Hulkestein: voormalig landgoed en huis bij Arnhem
- Jacob Teding van Berkhoutstraat – Lkol jhr. Jacob Johan Teding van Berkhout (1886–1944), Nederlands militair en verzetsstrijder. Vocht in mei 1940 als commandant van 1RHM[111] tegen Duitse parachutisten bij vliegveld Valkenburg. Na de capitulatie commandant van het district Apeldoorn van de Ordedienst (OD).[103][104][105][112][113][114]
- Jan Barendsenstraat – Lkol KNIL b.d. Jan Jozua Barendsen RMWO4 (1882–1944), Nederlands militair en verzetsstrijder, ridder in de Militaire Willems-Orde (1916). Gewestcommandant van de Ordedienst (OD).[103][104][105][115][116]
- Jan van Houtumlaan – Jan van Houtum, kocht in 1844 de papiermolen het "Het Voorslop" en vestigde zich er als papiermaker.[117]
- Juul Paatsstraat – Juliana Martina (Juul) Paats (1906-2003), verpleegster en verzetsstrijdster[103][104][105][118]
- Karhulstraat –[79]
- Keienbergweg –
- Kinkelenburg – De Kinkelenburg: kasteel in Bemmel, ten noorden van Nijmegen.
- Klein Hattem – Molen Klein Hattem[100]
- Kleine Veldekster – Landgoed De Veldekster'[75]
- Klingelbeek –
- Koudhoornlaan –
- Kruisvoorde –  Huize Kruisvoorde: monumentaal landhuis in Twello
- Loevestein – Slot Loevestein in de gemeente Zaltbommel

### M-S
- Marcelis van Bemmelstraat – Marcelis Andries van Bemmel (1899-1945), opperwachtmeester der marechaussee, hoofdagent van politie en verzetsstrijder.[103][104][105][119][120]
- Markendoel –
- Marten Orgeslaan – Marten Orges (±1560-1626), papiermaker die op de Veluwe woonde. Hij verpachtte verschillende papiermolens in Ugchelen.[117]
- Merrijken Aertslaan – Merrijken Aerts was met haar man Thoenis Thonissen aan het begin van de 17e eeuw pachter van de Winnemolen.[117]
- Methusalemlaan – Molen Methusalem, die even buiten de mark Ugchelen in de mark Wormen lag.[100][101]
- Mettaweg – Metta van Ugchelen, de naam Ugchelen komt voor in een schattinglijst van circa 1326, waarin tevens de naam voorkomt van Metta van Ugchelen. Verder is niets bekend van deze vrouw.[101]
- Middachten – Kasteel Middachten bij het dorp De Steeg.
- Middenweg –
- Molecatenlaan –
- Narda van Terwisgastraat – Meinarda Maria Klasina (Narda) van Terwisga (1919–1997), directrice van het handelsinstituut voor steno en machineschrijven en verzetsstrijdster.[103][104][105][116][121][122]
- Nijenbeek –
- Onstein –
- Otterloseweg – Weg naar Otterlo
- Oude Barneveldseweg – Oude weg naar Barneveld
- Prinsenberg –
- Puttenstein –
- Rhienderstein – Rhienderstein:[123] landhuis, buitenplaats, in de gemeente Brummen.
- Richterspad – Richterspad, de naam herinnert aan de rechtbank op Het Herenhul[100]
- Richtersweg – Richtersweg, de naam herinnert aan de rechtbank op Het Herenhul[100]
- Roojan –
- Salentein –
- Schalk Toomstraat – Schalk Toom (1904-1981), eigenaar en directeur van de Koninklijke Drukkerij Apeldoorn en verzetsstrijder. In september 1944 werd hij commandant der BS te Apeldoorn.[103][104][105][124][125]
- Schoolbeek – Schoolbeek, beek bij Ugchelen[100]
- Slangenburg – Slangenburg, kasteel buiten Doetinchem
- Steenbeek – Molen Steenbeek[100]

### T-Z
- Tonissenlaan – Thoenis Thonissen, met zijn vrouw Merrijken Aerts aan het begin van de 17e eeuw pachter van de Winnemolen[117]
- Ugchelsegrensweg –
- Ugchelseweg – Weg naar Ugchelen
- Van Golsteinlaan –
- Van Heeckerensweg – genoemd naar A.J.J.A. Baron van Heeckeren tot de Heest. Hij was burgemeester van Apeldoorn van 1832 tot 1837
- Vanenburg – Kasteel De Vanenburg is een 17e-eeuwse buitenplaats in Putten in de Nederlandse provincie Gelderland.
- Veldekster – Landgoed De Veldekster'[75]
- Voorhoevestraat – Voorhoevestraat heette in het verleden 'Groen van Prinstererlaan' en later nog Voorhoevelaan.[75]
- Vosbergen –
- Wezenweg –
- Wijer –
- Willemsbos –
- Winnemolenlaan – Molen Windmolen[100][117]
- Wouter Berendsweg – Wouter Berends (1807-1857), bouwde in 1838 op deze plek de papiermolen De Klarenbeek[75]
- Wyenburg –
- Zuster Klijnstralaan – Pietje Klijnstra, diacones, eerste wijkverpleegster in Ugchelen in 1934[101]
- Zuster Meyboomlaan –

## Straten in Wenum Wiesel

### A-H
- Achterpad –
- Astaweg –
- Bentweideweg –
- Berenbergh –
- Dalweg –
- De Flesse –
- De Haere – De Haere, buurtschap in Apeldoorn
- De Nieuwekamp –
- De Poel –
- De Vennen –
- De Wildkampen –
- Duizendpas –
- Elburgerweg – Weg naar Elburg
- Elspeterweg – Weg naar Elspeet
- Emmalaan – Emma van Waldeck-Pyrmont, koningin-regentes der Nederlanden
- Fluitersweg – genoemd naar een boerderijtje De Fluite, die daar ooit heeft gestaan
- Greutelseweg –
- Groeneveltweg –
- Groenewoudselaan –
- Hoekweg – Weg over landgoed De Hoek
- Hoge Brink –
- Hogekampweg –
- Houtentorenweg – naar de houten toren die aan deze laan stond. Was een uitkijkpunt voor Paleis het Loo.
- Huisakkers –

### I-Q
- Jonas –
- Jonaserf –
- Kanaweg –
- Kathage –
- Klein Cannenburgh –
- Kleine Fluitersweg – zie Fluitersweg
- Koningslaan – Straatnaam verbonden met het Oranjehuis
- Kopermolenweg – Kopermolen
- Kroezeweg –
- Laagakkerweg –
- Marleweg –
- Middendalseweg –
- Middenweg –
- Niersenseweg –
- Nieuwe Molenweg –
- Oude Zwolseweg – Oude weg naar Zwolle
- Papegaaiweg – De Papegaay/Papegai, oude boerderij en vanaf eind 17e eeuw herberg langs de oude weg langs de Grift van Apeldoorn naar Zwolle.[126]:p30[96]:p151
- Plantageweg –
- Plasweideweg –

### R-Z
- Ramsbrugweg –
- Ridderweg –
- Schuine Weg –
- Schupperijweg –
- Veldmaterweg –
- Wenumsedwarsweg – Zijweg van de Wenumseweg
- Wenumseveldweg –
- Wenumseweg – Weg naar Wenum
- Wieselse Enkweg –
- Wieselse Kampweg – genoemd naar Het Wieselse Kamp dat eind 19e eeuw in de Wieselse bossen lag, en waar nationale scherpschutterswedstrijden werden gehouden
- Wieselsedwarsweg – Zijweg van de Wieselseweg
- Wieselseweg – Weg naar Wiesel
- Windhoek –
- Zwolseweg – Weg richting Zwolle